# Вавилов, Николай Иванович
Никола́й Ива́нович Вави́лов (13 [25] ноября 1887, Москва, Российская империя — 26 января 1943, Саратов, СССР) — русский и советский учёный-генетик, ботаник, селекционер, химик, географ, общественный и государственный деятель.
Академик АН СССР (1929), АН УССР (1929) и ВАСХНИЛ. Президент (1929—1935), вице-президент (1935—1940) ВАСХНИЛ, президент Всесоюзного географического общества (1931—1940), основатель (1920) и бессменный до момента ареста директор Всесоюзного института растениеводства (1930—1940), директор Института генетики АН СССР (1930—1940), член Экспедиционной комиссии АН СССР, член коллегии Наркомзема СССР, член президиума Всесоюзной ассоциации востоковедения. В 1926—1935 годах член Центрального исполнительного комитета СССР, в 1927—1929 — член Всероссийского Центрального Исполнительного Комитета, член Российского палестинского общества при Академии наук СССР.
Организатор и участник ботанико-агрономических экспедиций, охвативших большинство континентов (кроме Австралии и Антарктиды), в ходе которых выявил древние очаги формообразования культурных растений. Создал учение о мировых центрах происхождения культурных растений. Обосновал учение об иммунитете растений, открыл закон гомологических рядов в наследственной изменчивости организмов. Внёс существенный вклад в разработку учения о биологическом виде. Под руководством Вавилова была создана крупнейшая в мире коллекция семян культурных растений. Он заложил основы системы государственных испытаний сортов полевых культур. Сформулировал принципы деятельности главного научного центра страны по аграрным наукам, создал сеть научных учреждений в этой области.
Учёный был арестован в 1940 году по ложному доносу и незаконно обвинён во вредительстве и связях с оппозиционными политическими группами, в 1941 году — осуждён по статьям УК РСФСР 58-1, 58-6, 58-11 (вредительство, помощь буржуазным организациям, подготовка или недонесение о готовящихся преступлениях) и приговорён к расстрелу, который впоследствии был заменён 20-летним сроком заключения. Умер учёный в Саратовской тюрьме от пеллагры. В 1955 году посмертно реабилитирован как жертва сталинских репрессий в рамках кампании по развенчанию «культа личности», инициированной Н. С. Хрущёвым.

## Детство и юность

### Семья
Николай Иванович Вавилов родился 13 (25) ноября 1887 года на Средней Пресне в Москве.
Отец Иван Ильич Вавилов (1863—1928) — купец второй гильдии и общественный деятель, был родом из крестьянской семьи Волоколамского уезда. До революции был директором мануфактурной компании «Удалов и Вавилов». Мать Александра Михайловна Вавилова (1868—1938), урождённая Постникова, — дочь художника-резчика, работавшего в Прохоровской мануфактуре.
Всего в семье было семеро детей, однако трое из них умерли в детстве. Младший брат Сергей Вавилов (1891—1951) — физик, участвовал в Первой мировой войне; академик Академии наук СССР (1932), основатель научной школы физической оптики в СССР; возглавлял Академию наук СССР в 1945—1951 годах; умер от инфаркта. Старшая сестра Александра (1886—1940) — врач, организовала санитарно-гигиенические сети в Москве. Младшая сестра Лидия (08.03.1893—18.10.1914) — микробиолог, умерла от чёрной оспы, которой заразилась во время экспедиции.

### Образование
С раннего детства Николай Вавилов был предрасположен к естественным наукам. В числе его детских увлечений были наблюдения за животным и растительным миром. У отца была большая библиотека, в которой были редкие книги, географические карты, гербарии. Это сыграло немалую роль в формировании личности Вавилова.

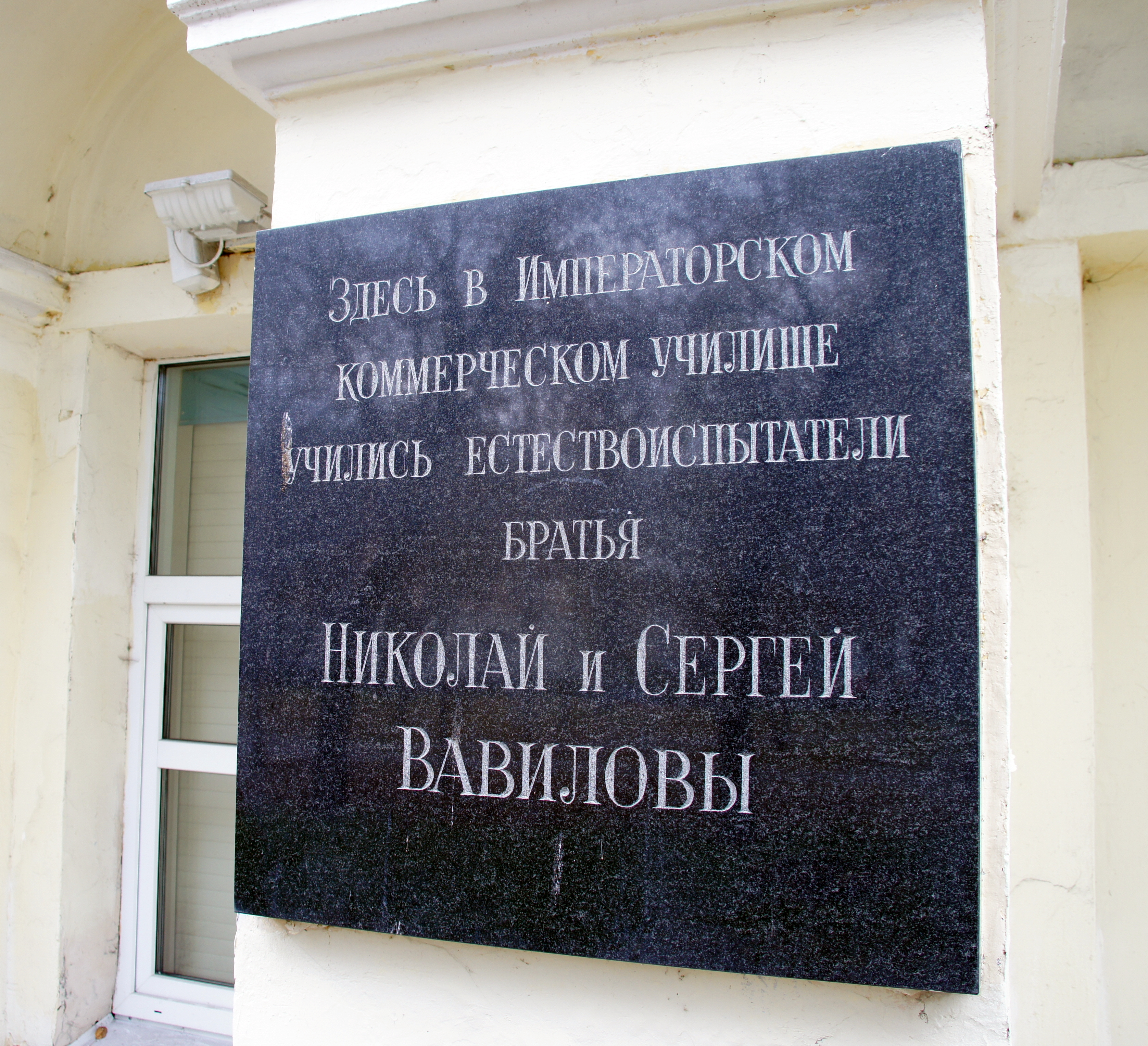
Мемориальная доска на стене Московского коммерческого училища

По воле отца Николай поступил в Московское коммерческое училище. По окончании училища он хотел поступать в Императорский Московский университет, но, не желая терять год на подготовку к экзаменам по латинскому языку, знание которого было в то время обязательным для поступления в университет, в 1906 году поступил в Московский сельскохозяйственный институт на агрономический факультет. Занимался он у таких учёных, как Н. Н. Худяков и Д. Н. Прянишников. В 1908 году он участвовал в студенческой экспедиции по Северному Кавказу и Закавказью, а летом 1910 года прошёл агрономическую практику на Полтавской опытной станции, получив, по собственному признанию, «импульс для всей дальнейшей работы». На заседаниях институтского кружка любителей естествознания Вавилов выступал с докладами «Генеалогия растительного царства», «Дарвинизм и экспериментальная морфология». За время обучения в институте склонность Вавилова к исследовательской деятельности проявлялась неоднократно, итогом обучения стала дипломная работа о голых слизнях, повреждающих поля и огороды в Московской губернии. Она была удостоена премии Московского политехнического музея. Окончил институт в 1911 году.
Знал более 20 языков. При этом английским, немецким и французским владел на высочайшем профессиональном уровне, выступая с лекциями на них на международных форумах.

## Семейное положение
Николай Вавилов был женат дважды. Первая жена (с 1912 по 1926 год) — Екатерина Николаевна Сахарова-Вавилова (1886—1964). В этом браке в 1918 году родился первый сын Николая Вавилова — Олег (1918—1946), который впоследствии окончил физический факультет МГУ, защитил кандидатскую диссертацию, но вскоре после этого погиб при альпинистском восхождении на Кавказе.
В 1917 году в Саратове Николай Иванович познакомился со студенткой Еленой Барулиной, которая участвовала во многих инициативах своего учителя. Так, Елена Барулина принимала участие в экспедиции Вавилова по юго-востоку России, которая была организована в августе 1920 года. Сразу же после экспедиции Николай Вавилов принялся за книгу «Полевые культуры Юго-Востока», для которой Барулина написала статью «Дыни Юго-Востока». В этом же году, задолго до развода с первой женой, произошло объяснение Елены Ивановны с Николаем Ивановичем. В итоге весной 1926 года Вавилов брак с первой женой расторг и зарегистрировал брак с Еленой Барулиной. Елена Ивановна Барулина-Вавилова была биологом, доктором сельскохозяйственных наук.
В этом браке родился второй сын Николая Вавилова, Юрий (1928—2018) — физик-ядерщик, доктор физико-математических наук, впоследствии много сделавший для поиска и публикации сведений об отце.

## Научная деятельность и дальнейший жизненный путь

### 1911—1918

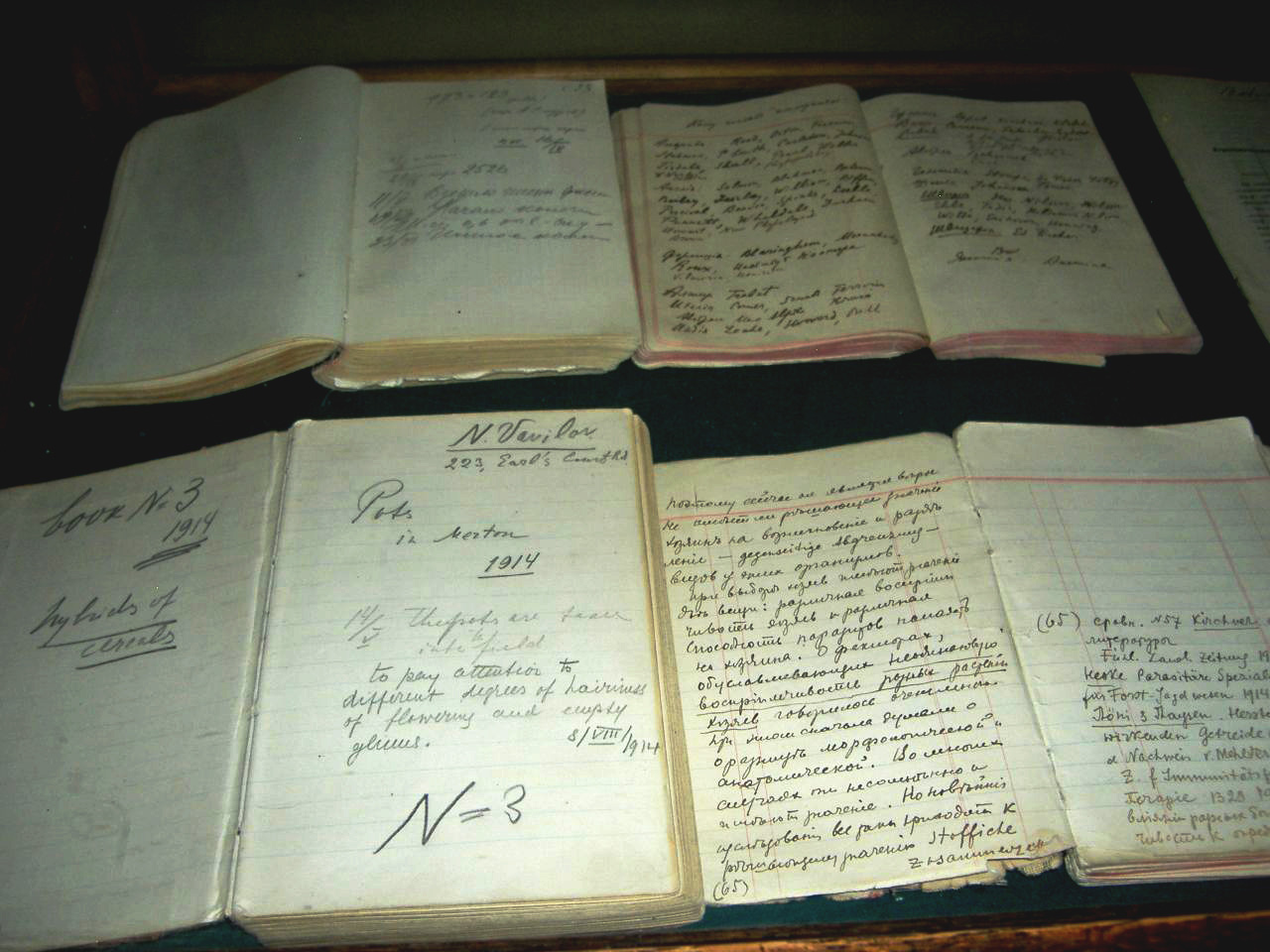
Рукописи Николая Вавилова. На нижней левой тетради видна дата — 8 августа 1914 года.
Из собрания Всероссийского института растениеводства имени Н. И. Вавилова

По окончании института в 1911 году Вавилов был оставлен для подготовки к профессорскому званию на кафедре частного земледелия, которую возглавлял Д. Н. Прянишников. Был прикомандирован к Селекционной станции института, которой руководил селекционер Д. Л. Рудзинский, где начал исследование иммунитета культурных растений к паразитическим грибам; одновременно преподавал в институте и на Голицынских высших женских сельскохозяйственных курсах.
С целью более широкого ознакомления с систематикой и географией культурных злаков и их болезней в течение 1911—1912 годов Николай Вавилов прошёл стажировку в Санкт-Петербурге, в Бюро прикладной ботаники (руководитель Р. Э. Регель), а также в бюро по микологии и фитопатологии (руководитель А. А. Ячевский).
В 1913 году Вавилов был направлен за границу для завершения образования. Во Франции в фирме «Вильморен» он знакомился с новейшими достижениями селекции в семеноводстве, в Йене (Германия) работал в лаборатории Эрнста Геккеля, а в Мертоне (Англия) — до 1914 года в генетической лаборатории Института садоводства имени Джона Иннеса под руководством одного из крупнейших генетиков того времени профессора Уильяма Бейтсона, где продолжил исследование иммунитета хлебных злаков, и в лаборатории генетики Кембриджского университета у профессора Реджиналда Паннета.
В 1915 году Николай Вавилов начал заниматься изучением иммунитета растений. Первые опыты он проводил в питомниках, развёрнутых совместно с профессором С. И. Жегаловым.

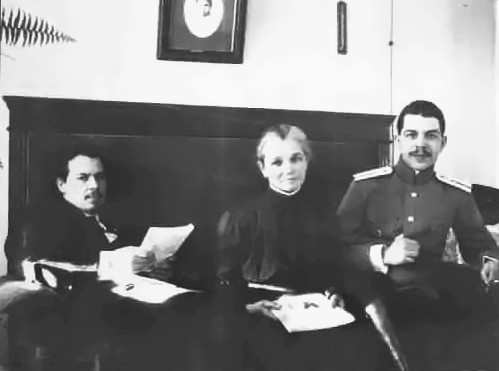
Братья Николай (слева) и Сергей Вавиловы с матерью, Александрой Михайловной, 1915 год

В 1915 году Вавилов сдал магистерские экзамены, но магистерской диссертации не защищал. В 1918 году Вавилов готовил в качестве магистерской диссертации монографию «Иммунитет растений к инфекционным заболеваниям», однако защищена она не была, поскольку в октябре 1918 года была отменена система учёных степеней. Изданная в 1919 году монография содержала критический анализ мировой литературы и результаты собственных исследований.
Из-за дефекта зрения (в детстве он повредил глаз) Вавилов был освобождён от военной службы, но в 1916 году его привлекли в качестве консультанта по вопросу массового заболевания солдат русской армии в Персии. Он выяснил причину заболевания, указав на то, что в местную муку попадают частицы семян плевела опьяняющего (Lolium temulentum), а с ним гриб Stromatinia temulenta, который вырабатывает алкалоид темулин — вещество, способное вызвать серьёзное отравление с возможным летальным исходом. Решением проблемы стал запрет на употребление местных продуктов, провизию стали завозить из России, в результате чего болезнь была остановлена.
Вавилов же, получив у военного руководства разрешение на проведение экспедиции, отправился вглубь Ирана, где занимался исследованием и сбором образцов злаков. Во время экспедиции он, в частности, взял образцы персидской пшеницы. Посеяв её позднее в Англии, Вавилов пытался различными способами заразить её мучнистой росой (вплоть до применения азотного удобрения, способствующего развитию болезни), но все попытки оказались безуспешными. Учёный пришёл к выводу, что иммунитет растений зависит от условий среды, в которой изначально формировался данный вид. Во время иранской экспедиции у Вавилова зародились мысли о закономерности наследственной изменчивости. Вавилов проследил изменения видов ржи и пшеницы от Ирана до Памира. Он заметил характерные сходные изменения у видов обоих родов, что натолкнуло его на мысль о существовании закономерности в изменчивости родственных видов. Находясь на Памире, Вавилов сделал вывод, что горные «изоляторы» вроде Памира служат источниками-очагами зарождения культурных растений.
В 1917 году Вавилов был избран помощником заведующего Отделом (бывшим Бюро) прикладной ботаники Р. Э. Регеля. Рекомендацию дал сам Регель: «По вопросам иммунитета [растений] работали за последние 20 лет уже очень многие и выдающиеся учёные почти всех стран света, но можно смело утверждать, что ещё никто не подходил к разрешению этих сложных вопросов с тою широтою взглядов при всестороннем освещении вопроса, с какою подходит к нему Вавилов. <…> В лице Вавилова мы привлечём в отдел прикладной ботаники молодого талантливого учёного, которым ещё будет гордиться русская наука».
В том же году Вавилов был приглашён Медведевым Б. Х. возглавить кафедру генетики, селекции и частного земледелия саратовских Высших сельскохозяйственных курсов и в июле переехал в Саратов. В этом городе в 1917—1921 годах Вавилов был профессором агрономического факультета Саратовского университета. Наряду с чтением лекций он развернул экспериментальное изучение иммунитета различных сельскохозяйственных растений, в первую очередь хлебных злаков. Им было исследовано 650 сортов пшеницы и 350 сортов овса, а также другие, незлаковые, культуры; проведён гибридологический анализ иммунных и поражаемых сортов, выявлены их анатомические и физиологические особенности. Вавилов начал обобщать данные, накопленные во время экспедиций и исследований. Результатом этих изысканий стала монография «Иммунитет растений к инфекционным заболеваниям», изданная в 1919 году.

### 1918—1930
В 1919 году Вавилов создал учение об иммунитете растений.
В 1920 году он, возглавляя оргкомитет III Всероссийского съезда по селекции и семеноводству в Саратове, выступил на нём с докладом «Закон гомологических рядов в наследственной изменчивости». Доклад был воспринят слушателями как крупнейшее событие в мировой биологической науке и вызвал положительные отзывы в научном сообществе. В резолюции съезда открытие Н. И. Вавиловым закона гомологических рядов по значению в науке сравнивается с открытием Д. И. Менделеевым периодической системы химических элементов.
В годы преподавания в Саратове Вавилов организовал изучение юго-восточных губерний европейской России (Астраханской, Царицынской, Самарской и Саратовской), послужившее основой для опубликования в 1922 году книги «Полевые культуры Юго-Востока».
В 1920 году Сельскохозяйственный учёный комитет, во главе с его председателем В. И. Ковалевским, избрал Николая Вавилова заведующим Отделом прикладной ботаники и селекции Комитета в Петрограде, и в январе 1921 года он почти со всеми своими саратовскими учениками покинул Саратов. Научная работа на новом месте началась с большим размахом. Постановлением Коллегии Наркомзема РСФСР от 10.07.1922 Сельскохозяйственный учёный комитет был преобразован в многоотраслевой Государственный институт опытной агрономии (ГИОА), который сначала возглавил Н. М. Тулайков, а в 1923 Николай Вавилов. Задачами института стали исследование важнейших проблем сельского хозяйства, лесного дела и рыбоводства, усовершенствование системы земледелия, подбор культур и сортов, разработка способов борьбы с вредителями и болезнями, селекция домашних животных, почвенно-климатическое изучение территории РСФСР.
Отдел прикладной ботаники и селекции в 1924 был реорганизован во Всесоюзный институт прикладной ботаники и новых культур, а в 1930 — во Всесоюзный институт растениеводства (ВИР), руководителем которого Николай Вавилов оставался до августа 1940.
Голод в Поволжье 1921—1922 годов заставил российских учёных изменить направление исследований.
Вавилов и А. А. Ячевский получили от Американского Фитопатологического общества приглашения принять участие в Международной конференции по болезням хлебных злаков (19-22 июля 1921 года, Северная Дакота, США) (они стали первыми учёными из Советской России, приглашёнными принять участие в международном научном форуме). Совет Труда и Обороны официально утвердил командировку и выделил средства на расходы по приобретению новейшей научной литературы и научных приборов. Однако из-за задержки с получением въездной визы Вавилов и Ячевский смогли выехать в Северную Америку лишь 25 июля и, таким образом, не смогли принять участия в конференции.
Во время поездки в США, продолжавшейся три месяца, Вавилов подготовил расширенный вариант закона гомологических рядов, который был опубликован в журнале Journal of Genetics. Положения закона, развивавшего эволюционное учение Ч. Дарвина, были положительно оценены мировой научной общественностью. Кроме того, во время той же поездки Вавилов основал в Нью-Йорке отделение Отдела прикладной ботаники, руководителем которого стал геоботаник, флорист и энтомолог Д. Н. Бородин. В США Вавилов посетил ведущие генетические и селекционные лаборатории, ознакомился с новейшей литературой в библиотеках, вёл переписку с американскими учёными, сделал необходимые закупки, проведя аналогичную работу в Канаде.
На обратном пути Вавилов посетил Англию, Францию, Германию, Голландию, Швецию и Данию, встречаясь в них с известными генетиками и селекционерами.
Так, например, в 1922 году в Голландии Вавилов встретился с Гуго де Фризом (основателем мутационной теории).
Ознакомившись с научными изысканиями Де Фриза, Вавилов, вернувшись в Россию в конце марта 1922 года, выступил за вовлечение науки в создание сортовых ресурсов страны, продолжил расширение Отдела прикладной ботаники, стремясь превратить его в крупный центр сельскохозяйственной науки, приглашал учёных из других городов. Работа была направлена на выявление мирового разнообразия культурных растений с целью его дальнейшего использования для нужд страны. В 1923 году Вавилов был избран членом-корреспондентом АН СССР в отделение физико-математических наук (по разряду биологическому) и председателем Государственного института опытной агрономии.
В 1920-е годы по инициативе Вавилова Народным комиссариатом земледелия РСФСР была создана сеть опытных селекционных станций, явившихся отделениями Государственного института опытной агрономии. В 115 отделениях и опытных станциях, в различных почвенно-климатических условиях СССР — от субтропиков до тундры и заполярного края — шло изучение и испытание разных форм полезных растений.
С 1924 по 1927 год был проведён ряд внутрисоюзных и зарубежных экспедиций — Афганистан (Вавилов вместе с Д. Д. Букиничем первыми из европейцев проникли в Нуристан — высокогорную провинцию Афганистана, в то время закрытую для иностранцев), Средиземноморье, Африка, в ходе которых Вавилов продолжал пополнять коллекцию образцов и изучение очагов возникновения культурных растений. Вавилов был вынослив, например, в голодных пустынных переходах мог неделю питаться саранчой.
Вавилов писал:

Путешествие было, пожалуй, удачное, обобрали весь Афганистан, пробрались к Индии, Белуджистану, были за Гиндукушем. Около Индии добрели до финиковых пальм, нашли прарожь, видел дикие арбузы, дыни, коноплю, ячмень, морковь. Четыре раза перевалили Гиндукуш, один раз по пути Александра Македонского. <…> Собрал тьму лекарственных растений <…>

Отчёт об экспедиции объёмом 610 страниц стал основой книги «Земледельческий Афганистан», написанной Вавиловым совместно с Д. Д. Букиничем.
В этой книге подтверждено предположение Вавилова о том, что в Афганистане находятся центры происхождения некоторых важнейших для человека растений.
За экспедицию в Афганистан Географическое общество СССР присудило Николаю Вавилову серебряную медаль имени Н. М. Пржевальского — «за географический подвиг».
В 1925 году последовали экспедиции в Хивинский оазис и другие сельскохозяйственные районы Узбекистана.
В 1926—1927 годах Вавилов совершил экспедицию по странам Средиземноморья. Исследовательские работы им были проведены в Алжире, Тунисе, Марокко, Ливане, Сирии, Палестине, Трансиордании, Греции, Италии, Сицилии, Сардинии, Крите, Кипре, южной части Франции, Испании, Португалии, затем во Французском Сомали, Абиссинии и Эритрее. На обратном пути Вавилов ознакомился с земледелием в горных районах Вюртемберга (Германия). Караванные и пешие маршруты в этой экспедиции составили около 2 тысяч км. Семенной материал, собранный Вавиловым, исчислялся тысячами образцов.
В середине 1920-х годов Вавилов сформулировал представления о географических центрах происхождения культурных растений — в 1926 году он опубликовал труд «Центры происхождения культурных растений», за который ему была присуждена Премия имени В. И. Ленина. Теоретический труд учёного дал научную основу для целенаправленных поисков полезных растений, был использован в практических целях.

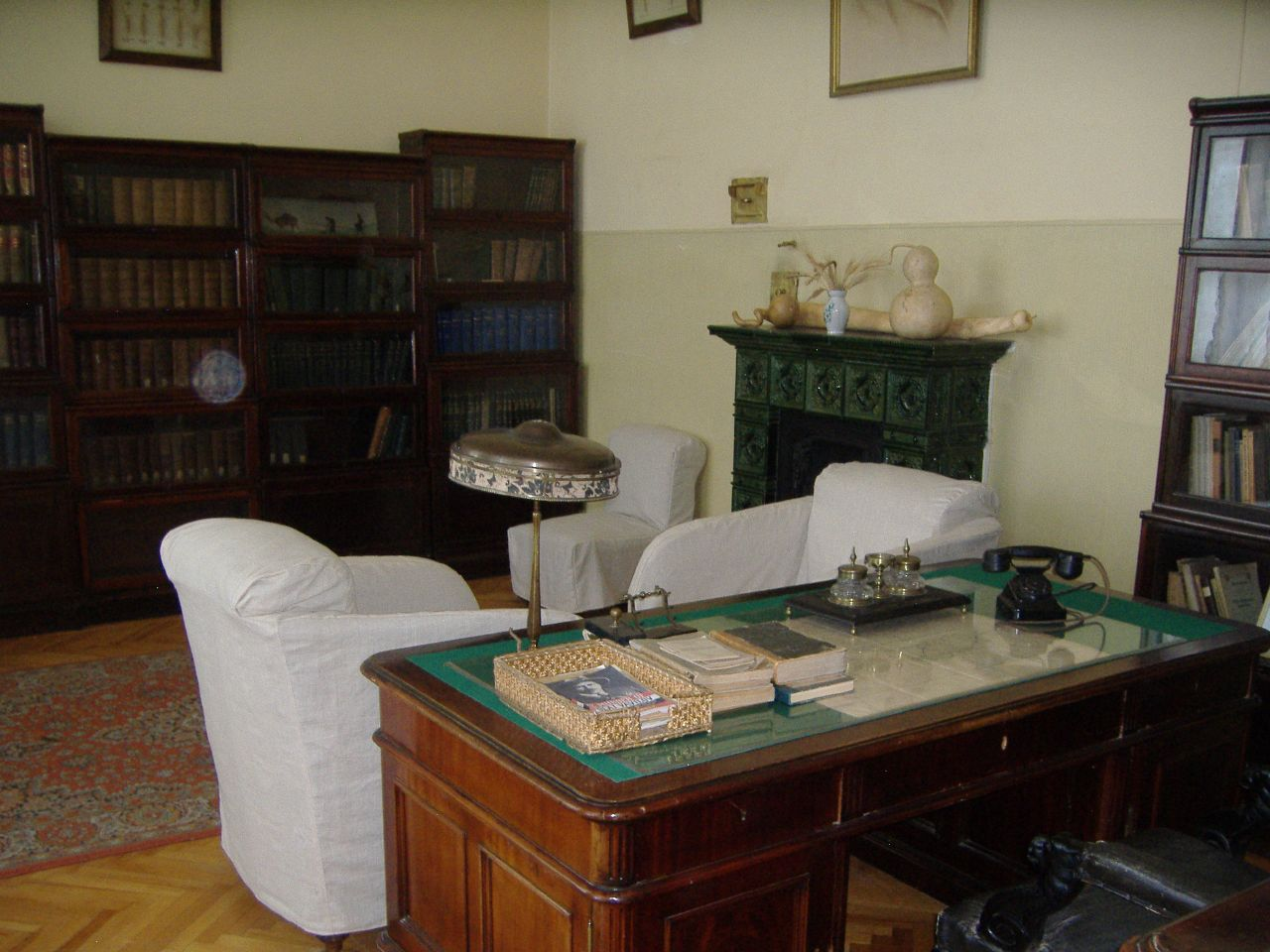
Кабинет Николая Вавилова во Всероссийском институте растениеводства. Фотография 2009 года

Активная практическая, научно-организаторская и общественная деятельность Вавилова способствовала выдвижению его в 1926 году в состав Центрального исполнительного комитета СССР, а в 1927 году — Всероссийского Центрального Исполнительного Комитета. При этом Вавилов был беспартийным.
В 1927 году Вавилов выступил на V Международном генетическом конгрессе в Берлине с докладом «О мировых географических центрах генов культурных растений», на конференции экспертов по сельскому хозяйству в Международном аграрном институте в Риме — с докладом «Географические опыты по изучению изменчивости культурных растений в СССР». Конференция приняла решение присудить Вавилову Золотую медаль за его работы по географическим посевам и постановила ввести географические посевы по системе Вавилова в мировом масштабе.
Как отмечает историк В. Д. Есаков, «Длительное отсутствие научного руководителя, вызванное проведением экспедиции в страны Средиземноморья, в которой Вавилов пробыл с июня 1926 по август 1927 года, привело к определённому росту бюрократических тенденций в руководстве институтом, росту центробежных устремлений, к критике избранных исследовательских направлений, к упрёкам в отрыве от практики. Встревоженный этими нежелательными в деятельности научного учреждения проявлениями Н. И. Вавилов ставит вопрос об отходе от руководства институтом». 24 ноября 1927 года он пишет Н. П. Горбунову об отставке: «Ряд событий, имевших место в 1927 году, частью во время моего отсутствия, частью же во время моего пребывания в Ленинграде, заставил меня сильно задуматься над целесообразностью моего пребывания на посту директора Института прикладной ботаники… По внутреннему, глубокому убеждению я не могу считать обвинение в отсутствии руководства правильным. Я принадлежу к числу работников, которые знают наши оба учреждения с самого начала их основания (Отдел прикладной ботаники с 1908 года). Самый большой плюс нашего объединённого учреждения, по моему убеждению, его исключительная научная спаянность, в большей части работников… Эта спаянность позволила быстро и широко развить работу в области прикладной ботаники… Наша научная коллегия, несмотря на десятки научных работников, которые она включает, представляет спаянное целое, и мы очень редко расходимся в определении направлений работы и развития нашего учреждения. Словом, по внутреннему убеждению обвинений в отсутствии руководства я совершенно принять не могу». Как отмечает В. Д. Есаков, «Н. И. Вавилова особенно задело встречавшееся в документах, которые он просматривал, обвинение директора в академизме.» По этому поводу Вавилов писал Н. П. Горбунову: «Должен сказать, что и этого обвинения я не принимаю. По образованию я прежде всего агроном, научная же эрудиция является плюсом, а не минусом, и только в полемическом задоре может быть использована для очернения… Экспедиции Института во все части земного шара я считаю гордостью, а не академической прихотью, как это было заявлено на одном из заседаний, и не сомневаюсь, что в истории агрономических исследований они будут поставлены нашему учреждению на плюс, а не на минус». Как отмечает В. Д. Есаков, «Он категорически отверг обвинения также в недостаточном внимании Института к техническим культурам, а также к интродукции. Главной же причиной, приведшей к заявлению об отставке, являлось вторжение управляющего делами СНК СССР Н. П. Горбунова как председателя Совета Института прикладной ботаники и новых культур в права директора». Вавилов писал Горбунову по этому поводу: «За время моего отсутствия, без моего согласия и без согласования по моём возвращении Вы назначили моим заместителем Д. Д. Арцыбашева, на что я отвечал Вам письмом из Рима в начале нынешнего года, указывая на неприемлемость для меня кандидатуры Д. Д. Арцыбашева как моего заместителя… Ни я, ни мои коллеги, знающие хорошо историю создания Всесоюзного института, не считают роль Д. Д. Арцыбашева исключительной, так же как мы не считаем подвигами работу И. Д. Шимановича и А. К. Коля, и поэтому Ваше выделение Д. Д. Арцыбашева и для меня, и для моих коллег является неожиданным. Ваша последняя отмена постановления директора о временном поручении заведования Отделом натурализации (на время отъезда заведующего его в командировку) Э. Э. Керну, вызванного исключительно существом интересов дела, я не могу считать достойным директора крупнейшего научного учреждения страны. Наряду с обязанностями, возложенными на директора, должны учитываться и его права.» В. Д. Есаков пишет: «Почти месяц продолжалось обсуждение этого вопроса. Лишь 23 декабря 1927 года Н. И. Вавилов согласился вновь в полной мере приступить к выполнению обязанностей директора Института».
В 1929 году Вавилов с целью изучения особенностей сельского хозяйства совершил экспедиции в страны Восточной Азии: вместе с М. Г. Поповым — в северо-западную часть Китая — Синьцзян, а в одиночку — в Японию, на Тайвань и в Корею.
В 1929 году Вавилов был избран действительным членом АН СССР и одновременно академиком Всеукраинской академии наук, назначен президентом Всесоюзной академии сельскохозяйственных наук имени В. И. Ленина (ВАСХНИЛ), организованной на базе Государственного института опытной агрономии, который Вавилов возглавлял с 1923 года. Здесь он направил свою энергию на организацию системы научных институтов сельскохозяйственного профиля. За первые три года работы Вавилова на посту президента ВАСХНИЛ были созданы институты зернового хозяйства на Северном Кавказе, в Сибири, на Украине и юго-востоке европейской части страны, появились институты овощного хозяйства, плодоводства, прядильных лубо-волокнистых растений, картофельного хозяйства, риса, виноградарства, кормов, субтропических культур, лекарственных и ароматических растений и другие — всего около 100 научных учреждений. Всесоюзный институт растениеводства стал одним из головных институтов новой академии.
С 1929 года Вавилов — член Коллегии Наркомата земледелия СССР.

### 1930—1939
В 1930 году Вавилов был избран членом Ленинградского городского Совета депутатов трудящихся.
На V Международном ботаническом конгрессе, проведённом в 1930 году в Кембридже, учёный выступил с докладом «Линнеевский вид как система». Он выступал также на IX Международном конгрессе по садоводству в Лондоне.

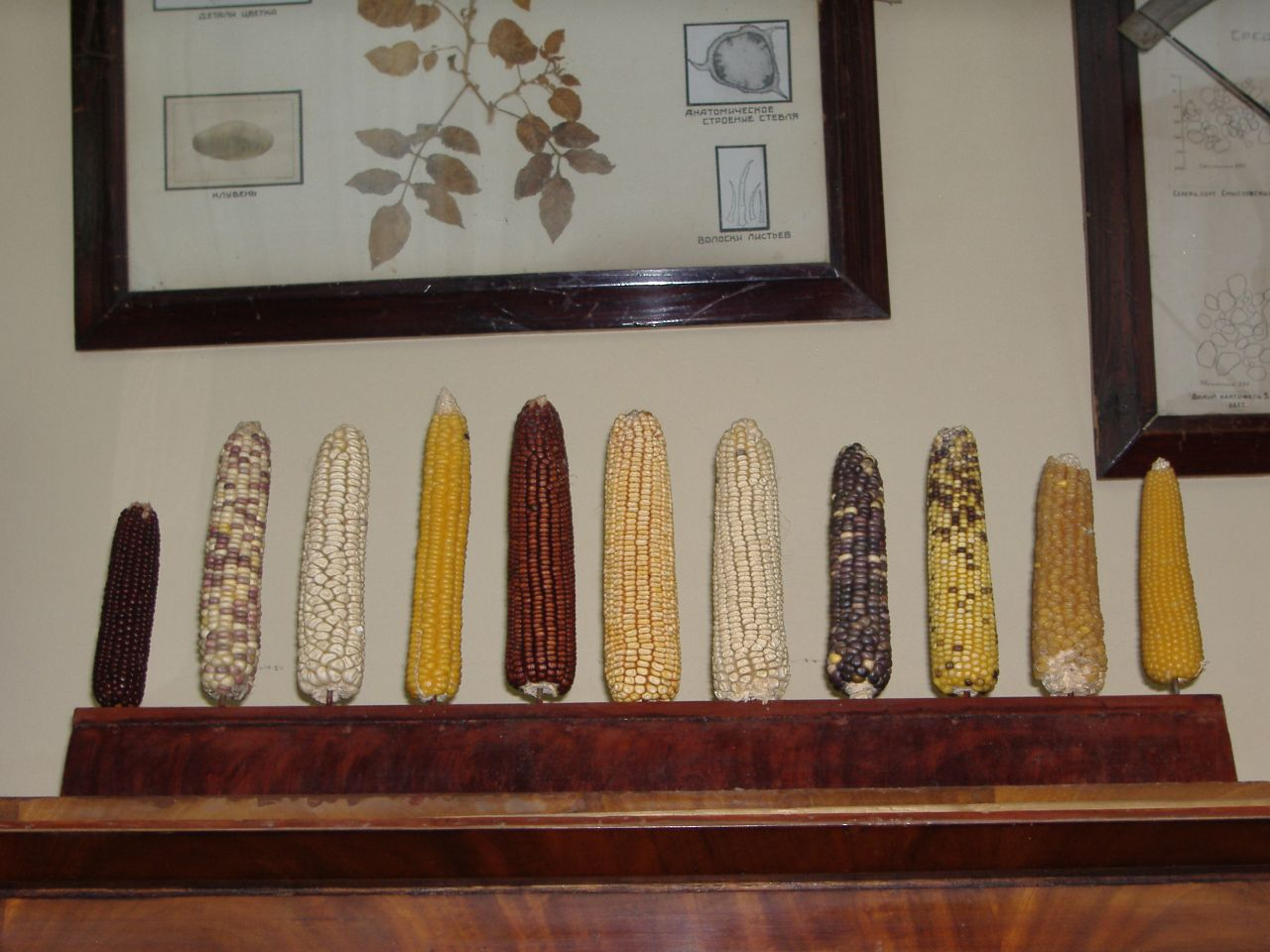
Коллекция початков кукурузы в кабинете Николая Вавилова во Всероссийском институте растениеводства

В 1930 году, после смерти Ю. А. Филипченко, Вавилов возглавил Генетическую лабораторию АН СССР в Ленинграде (в 1934 году преобразована в Институт генетики АН СССР, который Вавилов возглавлял вплоть до своего ареста в 1940 году). В 1930 году организовал II Международный конгресс почвоведов в Москве, участвовал (по приглашению Корнеллского университета, США) в Международной конференции по сельскохозяйственной экономике, а после неё совершил экспедицию по американскому континенту: он объехал все южные штаты США от Калифорнии до Флориды, пересёк двумя маршрутами горные и равнинные районы Мексики, Гватемалу.
В 1931 году Вавилов возглавил Всесоюзное географическое общество и оставался в должности его президента до 1940 года.
В 1932 году Вавилова избрали вице-президентом VI Международного конгресса по генетике, проведённого в Итаке. На нём была представлена коллекция ВИРа, собранная во время последней американской экспедиции. После конгресса он объехал ряд провинций Канады и затем полгода обследовал земледельческие районы стран Центральной и Южной Америки: Сальвадора, Коста-Рики, Никарагуа, Панамы, Перу, Боливии, Чили, Аргентины, Уругвая, Бразилии, Тринидада, Кубы, Пуэрто-Рико и других, всего — 17 стран.
Вавилов заботился о своевременной публикации результатов исследований руководимых им коллективов. Под его редакцией и при его участии выходили «Труды по прикладной ботанике, генетике и селекции», начали издаваться многотомные сводки «Культурная флора СССР» и «Биохимия культурных растений», было издано руководство «Теоретические основы селекции растений» (1935), «Руководство по апробации сельскохозяйственных культур», большое количество сборников и монографий. Вавилов создал целую школу исследователей культурных растений, заслужившую признание в мировой науке.

На заседании ВАСХНИЛ, 1935 год

Тем временем, однако, с 1934 года Вавилову был запрещён выезд за границу, было отменено намечавшееся празднование 10-й годовщины создания ВИР и 25-летия его собственной научной и общественной деятельности. На заседании СНК СССР работу ВАСХНИЛ признали неудовлетворительной, в январе 1935 года кандидатуру Вавилова не выдвинули в состав ЦИК СССР и ВЦИК, и в этом же году его освободили от должности президента ВАСХНИЛ, чему предшествовало письмо Сталину с политическими обвинениями в адрес Вавилова, подписанное вице-президентом ВАСХНИЛ А. С. Бондаренко и парторгом академии С. Климовым.
В 1933—1937 годах Вавилов ходатайствовал об освобождении из тюремного заключения 44 учёных.
В 1934—1935 годах приезжал в Будённовск в НИИ поливного хлопководства. Деятельность учёного на Ставрополье в основном была связана с созданием Всесоюзной опытной станции по борьбе с болезнями зерновых.
В 1939—1940 годах Вавилов возглавлял сельскохозяйственную группу Северо-Кавказской комплексной экспедиции Академии наук СССР. Пройдя по Военно-Осетинской дороге, он посетил и исследовал Цейский ледник и Мамисонский перевал.
Вавилов, как один из ключевых научных руководителей СССР, часто встречался со Сталиным (как отмечает историк Я. Г. Рокитянский, первая встреча Вавилова со Сталиным произошла 15 марта 1929 года на одном из совещаний по селекции). По свидетельству соратника Вавилова, биолога Е. С. Якушевского, в ночь с 20 на 21 ноября 1939 года состоялась последняя встреча Вавилова и Сталина. Якушевский вспоминал об этом: «Вместо приветствия Сталин сказал: „Ну что, гражданин Вавилов, так и будете заниматься цветочками, лепесточками, василёчками и другими ботаническими финтифлюшками? А кто будет заниматься повышением урожайности сельскохозяйственных культур?“ Вначале Вавилов опешил, но потом, собравшись с духом, начал рассказывать о сущности проводимых в институте исследований и об их значении для сельского хозяйства. Поскольку Сталин не пригласил его сесть, то Вавилов стоя прочитал устную лекцию о вировских исследованиях. Во время лекции Сталин продолжал ходить с трубкой в руке, и видно было, что ему всё это совершенно не интересно. В конце Сталин спросил: „У вас всё, гражданин Вавилов? Идите. Вы свободны“». В связи с этим эпизодом Ю. Н. Вавилов и Я. Г. Рокитянский сделали вывод, что к этому моменту враждебность руководителя СССР к учёному «достигла апогея».

## Научные достижения

### Экспедиции
180 ботанико-агрономических экспедиций по всему миру, принёсших «мировой науке результаты первостепенной значимости, а их автору — заслуженную славу одного из наиболее выдающихся путешественников современности». Результат вавиловских научных экспедиций — создание уникальной, самой богатой в мире коллекции культурных растений, насчитывавшей в 1940 году 250 тысяч образцов. Эта коллекция нашла широкое применение в селекционной практике, стала первым в мире важным банком генов.

### Разработка научных теорий

#### Учение об иммунитете растений
Вавилов является основателем учения об иммунитете растений, положившего начало изучению его генетической природы. Он считал, что устойчивость против паразитов выработалась в процессе эволюции растений в центрах их происхождения на фоне длительного (в течение тысячелетий) естественного заражения возбудителями болезней. Согласно Вавилову, если в результате эволюции растения приобретали гены устойчивости к патогенам — возбудителям болезней, то последние приобретали способность поражать устойчивые сорта благодаря появлению новых физиологических рас. Так, каждый сорт пшеницы может быть восприимчивым к одним расам и иммунным к другим. Новые расы фитопатогенных микроорганизмов возникают в результате гибридизации, мутаций или гетерокариозиса (разноядерности) и других процессов.
Вавилов подразделял иммунитет растений на структурный (механический) и химический. Механический иммунитет растений обусловлен морфологическими особенностями растения-хозяина, в частности, наличием защитных приспособлений, которые препятствуют проникновению патогенов в тело растений. Химический иммунитет зависит от химических особенностей растений.

#### Учение о центрах происхождения культурных растений
Учение о центрах происхождения культурных растений сформировалось на основе идей Чарлза Дарвина (см. Происхождение видов) о существовании географических центров происхождения биологических видов. В 1883 году Альфонс Декандоль опубликовал работу, в которой установил географические области начального происхождения главнейших культурных растений. Однако эти области были приурочены к целым континентам или к другим, также достаточно обширным, территориям. После выхода книги Декандоля познания в области происхождения культурных растений значительно расширились; вышли монографии, посвящённые культурным растениям различных стран, а также отдельным растениям. Наиболее планомерно эту проблему в 1926—1939 годах разрабатывал Николай Вавилов. На основании материалов о мировых растительных ресурсах он выделял 7 основных географических центров происхождения культурных растений.

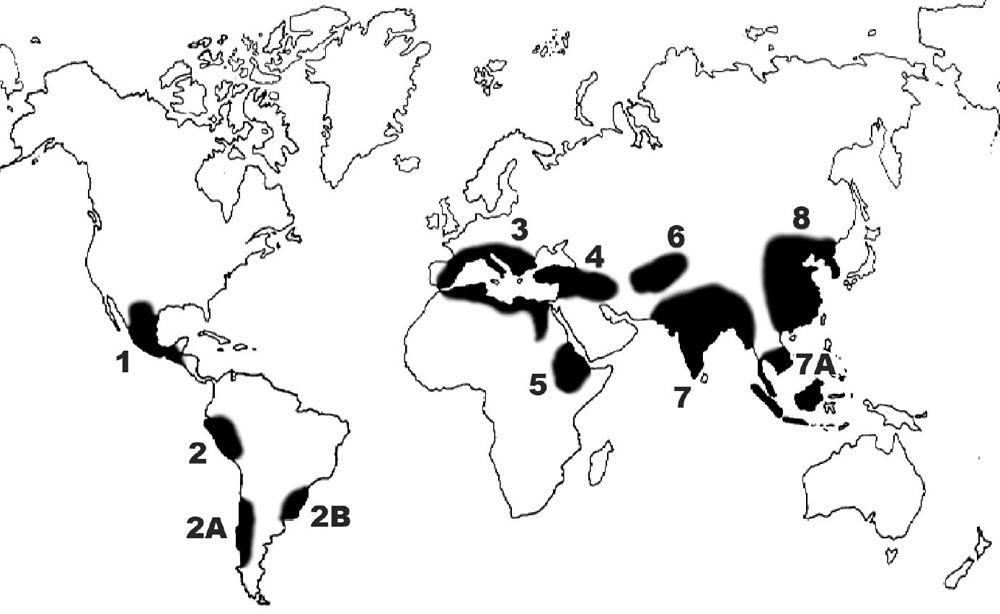
Центры происхождения культурных растений:
1. Центральноамериканский, 2. Южноамериканский, 3. Средиземноморский, 4. Переднеазиатский, 5. Абиссинский, 6. Среднеазиатский, 7. Индостанский, 7A. Юговосточноазиатский, 8. Восточноазиатский.
По материалам книги The Living Fields: Our Agricultural Heritage Джека Харлана

1. Южноазиатский тропический центр (около 33 % от общего числа видов культурных растений)
2. Восточноазиатский центр (20 % культурных растений)
3. Юго-Западноазиатский центр (4 % культурных растений)
4. Средиземноморский центр (примерно 11 % видов культурных растений)
5. Эфиопский центр (около 4 % культурных растений)
6. Центральноамериканский центр
7. Андийский центр

Многие исследователи, в том числе П. М. Жуковский, Е. Н. Синская, А. И. Купцов, продолжая работы Вавилова, внесли в эти представления свои коррективы. Так, тропическую Индию и Индокитай с Индонезией рассматривают как два самостоятельных центра, а Югозападноазиатский центр разделён на Среднеазиатский и Переднеазиатский, основой Восточноазиатского центра считают бассейн Хуанхэ, а не Янцзы, куда китайцы как народ-земледелец проникли позднее. Установлены также центры древнего земледелия в Западном Судане и на Новой Гвинее. Плодовые культуры (в том числе ягодные и орехоплодные), имея более обширные ареалы распространения, выходят далеко за пределы центров происхождения, более согласуясь с представлениями Декандоля. Причина этого заключается в их преимущественно лесном происхождении (а не предгорном, как для овощных и полевых культур), а также в особенностях селекции. Выделены новые центры: Австралийский, Североамериканский, Европейско-Сибирский.
Некоторые растения были введены в прошлом в культуру и вне этих основных центров, но число таких растений невелико. Если ранее считалось, что основные очаги древних земледельческих культур — широкие долины Тигра, Евфрата, Ганга, Нила и других крупных рек, то Вавилов показал, что почти все культурные растения появились в горных районах тропиков, субтропиков и умеренного пояса.

#### Другие научные достижения
Среди других достижений Вавилова можно назвать учение о виде как системе, внутривидовые таксономические и эколого-географические классификации.

### Закон гомологических рядов в наследственной изменчивости
В работе «Закон гомологических рядов в наследственной изменчивости», изложенной в виде доклада на III Всероссийском селекционном съезде в Саратове 4 июня 1920 года, Вавиловым было введено понятие «Гомологические ряды в наследственной изменчивости». Понятие было введено при исследовании параллелизмов в явлениях наследственной изменчивости по аналогии с гомологическими рядами органических соединений.
Суть явления состоит в том, что при изучении наследственной изменчивости у близких групп растений были обнаружены сходные аллельные формы, которые повторялись у разных видов (например, узлы соломины злаков с антоциановой окраской или без неё, колосья с остью или без неё и т. п.). Наличие такой повторяемости давало возможность предсказывать наличие ещё не обнаруженных аллелей, важных с точки зрения селекционной работы. Поиск растений с такими аллелями проводился в экспедициях в предполагаемые центры происхождения культурных растений. Следует помнить, что в те годы искусственная индукция мутагенеза химическими веществами или воздействием ионизирующих излучений ещё не была известна, и поиск необходимых аллелей приходилось производить в природных популяциях.
Опубликованию закона предшествовала огромная работа по изучению Вавиловым и его сотрудниками тысяч сортов в течение восьми лет, с 1913 по 1920 год.
Первая (1920) формулировка закона включала в себя две закономерности:

Первая закономерность, которая бросается в глаза при детальном изучении форм у каких-либо линнеонов растений, принадлежащих к одному и тому же роду, — это тождество рядов морфологических и физиологических свойств, характеризующих разновидности и расы у близких генетических линнеонов, параллелизм рядов видовой генотипической изменчивости …Чем ближе генетически виды, тем резче и точнее проявляется тождество рядов морфологических и физиологических признаков.

…2-я закономерность в полиморфизме, вытекающая по существу из первой, состоит в том, что не только генетически близкие виды, но и роды проявляют тождества в рядах генотипической изменчивости.

На I Всероссийском съезде по прикладной ботанике, который проходил с 6 по 11 сентября 1920 года в Воронеже, по просьбе оргкомитета съезда Вавилов выступил с повторением доклада о законе гомологических рядов. В 1921 году закон был опубликован в журнале «Сельское и лесное хозяйство», а в 1922 году расширенный вариант закона был опубликован в большой статье в журнале «Journal of Genetics». В 1923 году Вавилов включил обсуждение закона в работу «Новейшие успехи в области теории селекции», в которой показал, что благодаря закономерности проявления сортовых различий у видов и родов «можно определённо предвидеть и находить соответствующие формы у изучаемого растения». Действительно, на основе закона гомологических рядов Вавилов и его сотрудники сотни раз предугадывали существование тех или иных форм, а затем и обнаруживали их. Вавилов отмечал, что «общие ряды изменчивости свойственны иногда и очень отдалённым, генетически не связанным семействам». Вавилов допускал, что ряды параллельной изменчивости не обязательно будут полными и будут лишены некоторых звеньев в результате действия естественного отбора, летальных сочетаний генов и вымирания видов. Однако, «несмотря на огромную роль естественного отбора и вымирание многих связующих звеньев, … не представляет затруднений проследить сходство в наследственной изменчивости у близких видов».
Хотя закон был открыт в результате изучения фенотипической изменчивости, Вавилов распространил его действие и на генотипическую изменчивость: «Исходя из поразительного сходства в фенотипической изменчивости видов в пределах одного и того же рода или близких родов, обусловленного единством эволюционного процесса, можно предполагать наличие у них множества общих генов наряду со спецификой видов и родов».
Вавилов считал, что закон справедлив не только по отношению к морфологическим признакам, предвидя, что уже установленные ряды «не только будут пополняться недостающими звеньями в соответствующих клетках, но и будут развиваться, в особенности в отношении физиологических, анатомических и биохимических признаков». В частности, Вавилов отметил, что близкие виды растений характеризуются «сходством химического состава, выработкой близких или одних и тех же специфических химических соединений». Как было показано Вавиловым, внутривидовая изменчивость химического состава (например, эфирных масел и алкалоидов) касается главным образом количественных соотношений при постоянстве качественного состава, тогда как в пределах рода химический состав отдельных видов отличается и количественно, и качественно. При этом, в пределах рода «отдельные виды обычно характеризуются теоретически предусматриваемыми химиками изомерами или производными и обычно связаны между собой взаимными переходами». Параллелизм изменчивости характеризует близкие роды с такой определённостью, что «им можно пользоваться в поисках соответствующих химических компонентов», а также «получать синтетически в пределах данного рода при помощи скрещивания химические вещества определённого качества».
Вавилов выяснил, что закон проявляется не только в пределах родственных групп; параллелизм изменчивости был обнаружен «в разных семействах, генетически не связанных, даже в разных классах», но в отдалённых семействах параллелизм не всегда носит гомологичный характер. «Сходные органы и само их сходство являются в данном случае не гомологичными, а только аналогичными».
Закон гомологических рядов не снимал всех трудностей, поскольку было ясно, что одинаковые изменения фенотипических признаков могут быть обусловлены разными генами, а существовавший в те годы уровень знаний не позволял непосредственно связывать признак с определённым геном. В отношении видов и родов Вавилов отмечал, что «мы имеем дело пока в основном не с генами, о которых мы знаем очень мало, а с признаками в условиях определённой среды», и на этом основании предпочитал говорить о гомологичных признаках. «В случае параллелизма отдалённых семейств, классов, конечно, не может быть и речи о тождественных генах даже для сходных внешне признаков».
Несмотря на то, что первоначально закон был сформулирован на основе изучения преимущественно культурных растений, позднее, рассмотрев явление изменчивости у грибов, водорослей и животных, Вавилов пришёл к выводу, что закон носит всеобщий характер и проявляется «не только у высших, но и у низших растений, равно как и у животных».
Прогресс генетики оказал значительное влияние на дальнейшее развитие формулировки закона. В 1936 году Вавилов назвал первую формулировку излишне категорической: «Таково было тогда состояние генетики…». Было принято думать, что «гены идентичны у близких видов», биологи «представляли ген более стабильным, чем в настоящее время». Позже было установлено, что и «близкие виды могут при наличии сходных внешне признаков характеризоваться многими различными генами». Вавилов отмечал, что в 1920 году уделил «мало… внимания роли отбора», сосредоточив основное внимание на закономерностях изменчивости. Это замечание отнюдь не означало забвения теории эволюции, ибо, как подчёркивал сам Вавилов, уже в 1920 году его закон «прежде всего представлял формулу точных фактов, основанных всецело на эволюционном учении».
Вавилов рассматривал сформулированный им закон как вклад в популярные в то время представления о закономерном характере изменчивости, лежащей в основе эволюционного процесса (например, теория номогенеза Л. С. Берга). Он полагал, что закономерно повторяющиеся в разных группах наследственные вариации лежат в основе эволюционных параллелизмов и явления мимикрии.
Научные работы Вавилова продолжают активно цитироваться и в настоящее время. По данным на 2016 год, наибольшее количество цитирований имеют работы The Origin, Variation, Immunity and Breeding of Cultivated Plants (1925 цитирований), Studies on the Origin of Cultivated Plants (1172), Origin and Geography of Cultivated Plants (413), «The law of homologous series in variation» (402).

### Систематик растений
Новые виды растений, описанные Н. И. Вавиловым:
- Avena nudibrevis Vavilov
- Hordeum pamiricum Vavilov
- Linum dehiscens Vavilov & Elladi
- Linum indehiscens (Neilr.) Vavilov & Elladi
- Secale afghanicum (Vavilov) Roshev.
- Secale dighoricum (Vavilov) Roshev.
- Triticum persicum Vavilov

## Вавилов и Лысенко

### 1931—1935
В начале 1930-х годов, будучи уже академиком и крупным научным руководителем, Вавилов поддержал работы молодого агронома Т. Д. Лысенко (в то время сотрудника Всесоюзного селекционно-генетического института в Одессе) по яровизации — превращению озимых культур в яровые путём предпосевного воздействия низких положительных температур на семена. В 1931 году на совещании в Наркомземе Вавилов выступил с докладом «Новые пути исследовательской работы по растениеводству», в котором был затронут вопрос об исследовании вегетационного периода растений и возможного сокращения этого периода. В этом докладе были упомянуты работы Х. А. Алларда и В. В. Гарнера, Г. С. Зайцева и других учёных. В том числе были приведены работы Лысенко. Главным преимуществом работ Лысенко Вавилов считал возможность управления продолжительностью вегетационного периода.
Вавилов рассчитывал, что предложенный Лысенко метод можно будет эффективно применить в селекции, что позволит полнее использовать мировую коллекцию полезных растений ВИРа для выведения путём гибридизации высокопродуктивных, устойчивых к заболеваниям, засухе и холоду культурных растений. В частности, одним из главных преимуществ яровизации Вавилов считал её потенциальное использование в селекционных работах как возможное средство синхронизации цветения растений, которые не вызревали в климате Советского Союза (проблема, которую пытался решить коллектив Вавилова). Выступая на VI Международном генетическом конгрессе в США в 1932 году, Вавилов заявил:

Замечательное открытие, недавно сделанное Т. Д. Лысенко в Одессе, открывает новые громадные возможности для селекционеров и генетиков… Это открытие позволяет нам использовать в нашем климате тропические и субтропические разновидности.
— Н. И. Вавилов, США, VI Международный генетический конгресс, 1932 год
Однако Вавилов также отмечал, что не стоит рассчитывать на немедленные положительные практические результаты от яровизации, так как сами механизмы яровизации (вернализации) как физиологического процесса не были досконально изучены, а проверка метода яровизации не была окончена:

Пока мы ещё не знаем, с какими сортами практически надо оперировать в каких районах. Ещё не разработана самая методика предпосевной обработки посадочного материала. Ещё нет оснований с полной гарантией идти в широкий производственный опыт.
— Н. И. Вавилов. Социалистическое земледелие. 1931 год. 13 сентября.
Вавилов предложил опытным станциям ВИРа развернуть испытания по эффективности методики яровизации. В частности, в ноябре 1931 года Вавилов написал директору Полярного отделения ВИР в Хибинах И. Г. Эйхфельду: «То, что сделал Т. Д. Лысенко, и то, что он делает, представляет совершенно исключительный интерес, и надо Полярному отделению эти работы развернуть».
Как считает доктор исторических наук научный сотрудник Центра по изучению отечественной культуры Института российской истории РАН В. Д. Есаков, Вавилов начал интересоваться работами Лысенко только после того, как содействие этим работам было возложено на президиум ВАСХНИЛ наркомом земледелия Я. А. Яковлевым, который, более того, поручил Вавилову взять на себя заботу о Лысенко. По словам Есакова, распоряжения непосредственных руководителей, а тем более оформленные в виде приказа, были всегда значимы для Вавилова.
Вавилов считал яровизацию техническим приёмом, требующим экспериментальных проверок, в то время как Лысенко выдвинул яровизацию в качестве уникального способа значительного (в 5 раз) повышения урожайности. Кроме того, Лысенко не проводил предварительных опытов, требующихся для подтверждения правильности его выводов. Это стало одним из истоков конфликта между школами Лысенко и Вавилова.
Тем временем Лысенко приобретал всё больший авторитет у советского и партийного руководства. Как отмечает Ю. Н. Вавилов, «Лысенко импонировал советским руководителям во главе со Сталиным своим „народным“ происхождением, обещанием в кратчайшие сроки поднять урожайность зерновых культур, а также тем, что заявил на съезде колхозников-ударников в 1935 году, что вредители есть и в науке».
В сентябре 1931 года Всеукраинская селекционная конференция приняла резолюцию по докладу Т. Д. Лысенко, в которой отметила теоретическое и практическое значение его работ по яровизации. В октябре этого же года аналогичную резолюцию приняла Всесоюзная конференция по борьбе с засухой.
В колхозах и совхозах было организовано массовое внедрение яровизации, что, по заверениям Лысенко, должно было привести к существенному повышению урожайности и уменьшению влияния неблагоприятных погодных условий, которые представляли собой значительную проблему для сельского хозяйства СССР. Площади посевов яровизированных семян уже в 1935 году превысили 2 млн га.

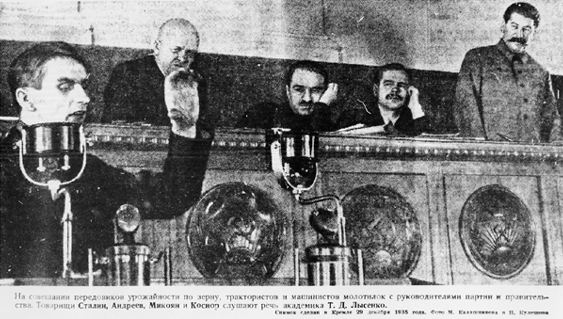
Выступление Трофима Лысенко в Кремле в 1935 году. На заднем плане (слева направо): Станислав Косиор, Анастас Микоян, Андрей Андреев и Иосиф Сталин

После принятия 2 августа 1931 года партийно-правительственного постановления «О селекции и семеноводстве», в котором была поставлена задача «сократить срок получения новых сортов (вместо 10—12 лет до 4—5 лет)», Лысенко заявил в конце 1932 года, что берётся выводить сорта за вдвое меньший срок — два с половиной года, и в 1935 году доложил о создании новых сортов (более подробно см. Выведение сортов зерновых ускоренными методами).
В 1934 году Лысенко по рекомендации Вавилова был избран членом-корреспондентом Академии наук УССР и АН СССР. Годом ранее Вавилов представил «теорию стадийного развития растений» Лысенко на соискание Сталинской премии как «крупнейшее достижение физиологии растений за последнее десятилетие».
30 декабря 1935 года Лысенко был награждён орденом Ленина, избран в действительные члены ВАСХНИЛ. С 1936 года он возглавил Всесоюзный селекционно-генетический институт. С 1935 года Лысенко становится членом ЦИК СССР и ВЦИК (с 1938 — членом Верховного Совета СССР). В 1938 году возглавит ВАСХНИЛ. В этот период Лысенко, по словам исследователя Э. В. Трускинова, ведёт себя «политически грамотно»:

На встрече ударников сельского хозяйства с руководителями ВКП(б) и советского правительства Лысенко произносит речь прямо-таки в духе сталинского понимания ситуации в стране и в сельском хозяйстве. Классовая борьба, вредительство в учёном мире, колхозники «дают народному хозяйству больше, чем некоторые профессора», и всё в таком роде. Мало кто заслужил такое одобрение вождя, как аплодисменты и возглас в зал: «Браво, товарищ Лысенко, браво!».

### 1936—1940
Если ещё 17 июня 1935 года на заседании Президиума ВАСХНИЛ Вавилов давал Лысенко такую характеристику: «Лысенко — осторожный исследователь, талантливейший, его эксперименты безукоризненны», — то уже с 1936 года, когда Лысенко возглавил деятельность по разгрому советской генетики, начав с заявления об отрицании законов Менделя и возможности их практического использования в селекционной работе, Вавилов в последовавшей острой дискуссии дал ясно понять, что является его научным противником. В 1936 году Вавилов, выступая с докладом на сессии ВАСХНИЛ «Пути советской селекции», впервые публично высказал несогласие с позицией Лысенко. После экспериментов П. Н. Константинова, а также М. И. Хаджинова и А. И. Луткова, показавших абсолютную неэффективность метода яровизации, Вавилов перестал поддерживать работы Лысенко по яровизации и другие его инициативы и перешёл к открытому противостоянию Лысенко в дискуссиях. В начале 1940 года он писал наркому земледелия И. А. Бенедиктову:

Высокое административное положение Т. Д. Лысенко, его нетерпимость, малая культурность приводят к своеобразному внедрению его, для подавляющего большинства знающих эту область, весьма сомнительных идей, близких к уже изжитым наукой (ламаркизм). Пользуясь своим положением, т. Лысенко фактически начал расправу со своими идейными противниками.

Согласно исследованиям историков, в 1940 году между Вавиловым и Лысенко произошло по меньшей мере два открытых конфликта, во время одного из которых Вавилов сказал Лысенко: «Из-за вашей деятельности нашу страну обогнали по многим вопросам на Западе».
Научные исследования школы Вавилова шли вразрез утверждениям школы Т. Д. Лысенко. Лысенко отрицал генетику, которую он называл буржуазной теорией «Вейсманизма-морганизма», и, пользуясь поддержкой властей, систематически преследовал учёных-генетиков. Многие генетики лишились работы и были арестованы. Самого Вавилова до поры до времени защищал от преследований его международный авторитет учёного.
Очередной VII Международный Генетический конгресс намечалось провести в Москве. Однако действия сторонников Лысенко и советских властей, которые открыто вмешались в составление научной программы конгресса, привели к тому, что Международный комитет по организации конгресса принял решение перенести его в другую страну.
В июне 1939 года ближайший сторонник Лысенко И. И. Презент направил председателю Совнаркома СССР В. М. Молотову докладную записку, в которой, в частности, писал:

Хору капиталистических шавок от генетики в последнее время начали подпевать и наши отечественные морганисты. Вавилов в ряде публичных выступлений заявляет, что «мы пойдём на костёр», изображая дело так, будто бы в нашей стране возрождены времена Галилея. Поведение Вавилова и его группы приобретает в последнее время совершенно не терпимый характер. Вавилов и вавиловцы окончательно распоясались, и нельзя не сделать вывод, что они постараются использовать международный генетический конгресс для укрепления своих позиций и положения… В настоящее время подготовка к участию в конгрессе находится целиком в руках Вавилова, и это далее никоим образом нельзя терпеть. Если судить по той агрессивности, с которой выступают Вавилов и его единомышленники, то не исключена возможность своеобразной политической демонстрации «в защиту науки» против её «притеснения» в Советской стране. Конгресс может стать средством борьбы против поворота нашей советской науки к практике, к нуждам социалистического производства, средством борьбы против передовой науки.
— И. И. Презент, Докладная записка председателю Совета народных комиссаров Вячеславу Молотову о международном генетическом конгрессе, Государственный архив РФ
На докладной стоят подпись и виза президента ВАСХНИЛ, академика Лысенко. По одной из распространённых версий, именно эта докладная записка послужила причиной ареста Вавилова: ознакомившись с её содержанием, Берия попросил Молотова дать санкцию на арест.
На основании этого и других документов (см. раздел «Репрессии»), сын Н. И. Вавилова — Ю. Н. Вавилов и большинство других исследователей усматривают роль Т. Д. Лысенко в аресте и гибели Вавилова, а также его ближайших соратников Карпеченко, Говорова, Левитского. Ю. Н. Вавилов отмечает: «Известно, что Н. С. Хрущёв очень сильно поддерживал Т. Лысенко в течение значительного периода своего главенства в ЦК КПСС как 1-й секретарь ЦК КПСС. По-видимому, в связи с этим, стремясь угодить Н. Хрущёву, председатель КГБ В. Семичастный направил ему в сентябре 1964 года секретное письмо, в котором фактически поставил под сомнение мнения многих учёных, в том числе такого выдающегося учёного как академик Д. Н. Прянишников, о том, что „в смерти Н. И. Вавилова повинен академик Т. Д. Лысенко“». Большинство источников считает Лысенко прямо причастным к делу Вавилова. В частности, в 1941 году Лысенко письменно утвердил состав экспертной комиссии по делу Вавилова, в состав которой вошли сторонники и/или сотрудники Лысенко. Историк Николай Кременцов (1997) также отмечает, что арест Вавилова вряд ли был бы возможен без санкции Лысенко и Сталина, который его поддерживал.
VII Международный генетический конгресс состоялся, но не в СССР, а в Эдинбурге (Шотландия) в 1939 году, и на нём не было советской делегации. Вавилов был приглашён на конгресс, но не получил разрешения на выезд. Место председателя конгресса (буквально, пустое кресло на сцене) так и осталось незанятым.

## Репрессии
В конце 1920-х — начале 1930-х годов в СССР проводилась широкая кампания по борьбе с остатками внутрипартийной оппозиции, так называемыми «правыми уклонистами». В рамках этой кампании предпринимались действия по подавлению оппозиции и среди беспартийных специалистов — инженеров, научных работников, аграриев и экономистов, не поддерживавших политику Сталина, в частности ускоренную индустриализацию и коллективизацию. Некоторые исследователи связывают это с желанием Сталина переложить вину за неудачи в социально-экономической политике на «классовых врагов» и «вредителей». ОГПУ сфабриковало несколько громких показательных процессов — Академическое дело, «Шахтинское дело», «Дело союзного бюро ЦК РСДРП(м)», «Дело Промпартии» и «Дело Трудовой крестьянской партии». По «Делу ТКП» к 1931 году были арестованы около тысячи трёхсот человек по всему СССР, среди которых были ведущие профессора Тимирязевской сельскохозяйственной академии, МГУ и др., а также руководители из Наркомзема и Наркомфина. Суд по «Делу ТКП» проводился при закрытых дверях, причём первоначально многих арестованных планировалось расстрелять. Вавилов тогда ходатайствовал за некоторых осуждённых по этому делу специалистов, что впоследствии сыграло роль в деле, возбуждённом против него самого.
В советской прессе была организована кампания политических обвинений Вавилова с использованием прямой фальсификации реальных событий в сельскохозяйственной науке. Уже 29 января 1931 года в «Экономической газете» была опубликована «являвшаяся в полном смысле политическим доносом» статья заведующего Бюро интродукции растений ВИР биолога А. К. Коля, критиковавшего Вавилова и его работу как руководителя ВИР. В статье утверждалось, что «гегемонию в нашей сельскохозяйственной науке завоёвывает учреждение насквозь реакционное, не только не имеющее никакого отношения к мыслям и намерениям В. И. Ленина, но и классово им чуждое и враждебное». Как отмечает В. Д. Есаков, «Все замечания и предложения А. Коля, по сути дела, сводились к полному заимствованию иностранных селекционных сортов, что вновь воскрешало, казалось бы, давно ушедшее в прошлое неверие в собственные силы отечественной науки»; «А. Коль… являлся ярым противником сбора Н. И. Вавиловым мировых коллекций растительных ресурсов, и весьма прискорбно, что его точка зрения становилась определяющей в отношении партийно-государственного контрольного органа к этому перспективному направлению».
В ответном письме, опубликованном 13 мая 1931 года в той же газете, Вавилов опроверг эти обвинения: «Если и можно обвинять ВИР, то за его широкий размах, за его углублённую широкую работу, которая охватила за короткое время земной шар и в то же время дошла вглубь до оценки мукомольно-хлебопекарных особенностей наших сортов пшениц. Развёртывая работу, мы учитывали те задачи, которые ставит перед собой социалистическая реконструкция земледелия на основе укрупнённого специализированного производства в огромной стране с разнообразием климата и почв… Развёртывая исследовательскую работу, в настоящее время приходится учитывать запросы и сегодняшнего, и завтрашнего дня. Эти широкие задачи пугают „людей в футляре“, но они соответствуют по масштабу социалистической реконструкции, проводимой в советской стране».
В ответ на другое подобное письмо Вавилов отмечал: «Указание на оторванность Института от жизни, на слабую связь с производством неверно. Институт является прежде всего научным учреждением, работающим по определённому плану. Теоретическая работа увязана самым решительным образом с практическими запросами семеноводства… Надо быть слепым, чтобы отрицать ту огромную работу, которую в кратчайшее время в трудных условиях произвёл коллектив Института… На работах Института строится практическая организация семеноводства. Нежелание и неумение связать свою работу с общими заданиями социалистического строительства и отсутствие подготовки научной „смены“ — обвинение, которое выдвигается…, — есть кривое зеркало действительности».
Органами НКВД РСФСР (ОГПУ) фабрикация дела против Вавилова была начата ещё с 1931 года.
Дело пополнялось за счёт доносов платных агентов НКВД: А. К. Коля, И. В. Якушкина и Г. Н. Шлыкова, а также доносов других научных работников, привлечённых (в том числе под угрозой репрессий) органами спецслужб к сотрудничеству (в частности, В. Е. Писарева).
Кроме того, в деле имелись письма (доносы) высокопоставленных научных деятелей — оппонентов Вавилова, в том числе письмо Сталину от 27 марта 1935 года, подписанное вице-президентом ВАСХНИЛ А. С. Бондаренко и парторгом и членом Президиума ВАСХНИЛ С. Климовым. В 1941 году Бондаренко был расстрелян; на суде он отказался от всех своих показаний, в том числе от показаний против Вавилова. Помимо Бондаренко, ещё восемь человек, в том числе Муралов, Писарев, Паншин, Карпеченко и Фляксбергер, «впоследствии от своих показаний отказались, как от вымышленных».
В конце 1939 года прокурор Октябрьского района Ленинграда специальным письмом обратил внимание директора ВИРа на то, что, «по имеющимся в прокуратуре сведениям», он недостаточно регулярно отвечает на заметки стенной газеты института. «Заметки» эти были преимущественно посвящены «вредителям», которых якобы покрывал Вавилов.
Все обвинения, содержащиеся в данных документах, впоследствии (в ходе реабилитации Вавилова) были признаны не соответствующими действительности.

### Арест и следствие

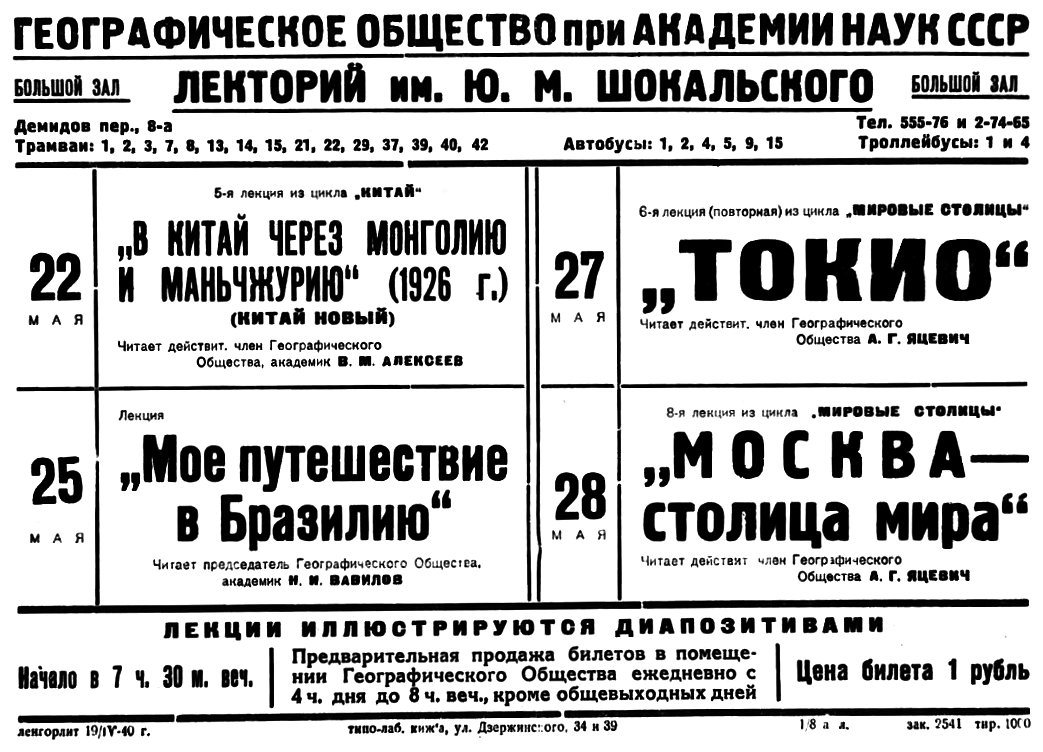
Одно из последних выступлений в Географическом обществе при АН СССР. Ленинград, 25 мая 1940 года

В 1940 году Н. И. Вавилову было поручено Наркомземом возглавить научную комплексную экспедицию по западным областям Белоруссии и Украины, присоединённым к СССР в 1939 году.
2 августа 1940 года, во время экспедиции на Западную Украину, Н. И. Вавилов в письме сыну Олегу написал:

Дорогой мальчик!

Еду сегодня в Буковину, в Черновцы, оттуда в Карпаты. Места красивые. Проехал всю Подолию, Львовскую и Тернопольскую области. Пробуду (в дороге) ещё недели две с половиной. Трудности с передвижением. Но пока выкручиваюсь. Философию Карпат надеюсь постичь. Привет всем!

Твой отец.
6 августа Н. И. Вавилов был арестован в городе Черновцы.
Текст постановления на арест Н. И. Вавилова, от 5 августа 1940 года, с согласием Кобулова, утверждённого Берия (сохранена оригинальная орфография):

«УТВЕРЖДАЮ»

НАРОДНЫЙ КОМИССАР ВНУТР. ДЕЛ СОЮЗА ССР ГОСУД. БЕЗОПАСНОСТИ I РАНГА

(БЕРИЯ) «6» Августа 1940 г.
«АРЕСТ САНКЦИОНИРУЮ»

ЗАМ. ПРОКУРОРА СОЮЗА ССР КОМИССАР

(ПАНКРАТЬЕВ) «7» Августа 1940 г.
ПОСТАНОВЛЕНИЕ (НА АРЕСТ)

«5» Августа 1940 года.
Я, Начальник 3 Отделения 3 Отдела ГЭУ НКВД СССР — Ст. Лейтенант Гос. Безопасности РУЗИН, рассмотрев имеющиеся материалы о к.р. вредительской деятельности ВАВИЛОВА Николая Ивановича, 1887 г.р., ур. г. Москвы, гр-на СССР, русский, б/п., директора Всесоюзного Института Растениеводства, члена Академии Наук СССР и вице-президента С. Х. Академии им. ЛЕНИНА, проживающего по адресу: Земляной вал, 21/23 кв. 54,
НАШЕЛ:

По имеющимся в НКВД СССР данным, ВАВИЛОВ Н. И. является сыном бывшего крупного московского купца, владельца фирмы «УДАЛОВ и ВАВИЛОВ».
Отец ВАВИЛОВА состоял членом союза «Русского народа», в революцию бежал за границу и до последнего времени проживал в Болгарии, где с ним ВАВИЛОВ Н. И. встречался.
С первых дней установления Советской Власти ВАВИЛОВ Н. И. враждебно относится к существующему строю, клеветнически высказывается против руководителей Партии и Советского Правительства.
Политические взгляды ВАВИЛОВА резко враждебны к коммунистической Партии и Советской власти.
Парижская газета «Пари-Миди» в феврале м-це 1933 года в момент нахождения ВАВИЛОВА в Париже поместила интервью своего корреспондента с ВАВИЛОВЫМ, в котором от имени ВАВИЛОВА было сделано заявление такого содержания:
«Я служу не правительству, а моей стране. Я раньше был царским приват-доцентом, а остался жить в моей стране, которая является по-прежнему Россией».
ВАВИЛОВ ведёт беседы о «кризисе советской власти» и «гибельности коллективизации».
ВАВИЛОВ Н. И., являясь одним из руководителей антисоветской шпионской к-р организации «Трудовая Крестьянская Партия», начиная с 1925 г. вёл большую вредительскую работу в области культивирования хлопчатника в новых районах Советского Союза.
Особенно активизирует контрреволюционную деятельность ВАВИЛОВ Н. И. в 1927 году, с момента организации Всесоюзного Института Растениеводства (ВИР) и назначением его директором института.
Арестованный ОГПУ в 1933 году как участник «ТКП» ПИСАРЕВ на допросе 24/II-1933 года показал:
«В этом ин-те нашло приют значительное количество специалистов с/хозяйства, настроенных в эсеровском и народническом духе».

«В указанное выше время (1927-28 гг.) с целью согласованного проведения в системе ин-та своих мероприятий, рассчитанных на противопоставление установкам сов. власти и коммунистической партии в области сельского хозяйства — наших планов и защиты этих планов в соответствующих инстанциях Наркозема, научных советах, совещаниях, съездах и т. д., нам нужно было создать свою, законспирированную организацию и эта организация была создана».
Комплектование ВАВИЛОВЫМ личного состава ВИР’а «своим» к.р. элементом подтверждается показаниями двух арестованных участников «ТКП». Так, арестованный ОГПУ по делу «ТКП» КУЛЕШОВ Н. Н. на допросе 19/III-1933 года показал:
«К этой („Крестьянской партии“) контрреволюционной организации я примкнул в 1927 году после годичной, примерно, службы в Всесоюзном ин-те Растениеводства (ВИР), куда я поступил по приглашению академика ВАВИЛОВА Н. И.»
Это же подтвердил в своих показаниях от 9/II-1933 г. третий участник «ТКП» БАЙДИН А. И.:
«С 1927 г. я работал в библиотеке Сельско-Хозяйственного ин-та, который помещается в Детском селе. В ин-т я был принят по рекомендации академика ВАВИЛОВА, которого я знаю с 1916 г. по совместной работе в Московском Губернском земстве».
Материалами следствия, проведённого в период 1931—1934 годов, ВАВИЛОВ изобличён как один из идеологов и практических руководителей контрреволюционной организации ТКП.
Так, профессор ТАЛАНОВ В. В. на допросе 25/IV-1933 г. показал:
«К.р. организация, к которой я принадлежу, являлась составным звеном широкой народнической организации, состоящей в основном из народническо-эсеровских элементов.
Организация руководилась единым центром, из состава которого мне известны ВАВИЛОВ Н. И., ТУЛАЙКОВ Н. М., ПИСАРЕВ В. Е. В своей к-р работе я был связан с членами центра организации ВАВИЛОВЫМ и ПИСАРЕВЫМ, установки по работе организации я получал, главным образом, от ВАВИЛОВА».
Арестованный в 1933 году ДОМРАЧЕВ Д. В., признавая свою принадлежность к ТКП, на допросе 31/III-33 года показал:
«Мне известны следующие группы, объединяемые организацией:
1. в ВИР’е наиболее активной является группа в составе академика ВАВИЛОВА, профессоров ПИСАРЕВА, ТАЛАНОВА…
Организация возглавлялась центром, в состав которого входили ВАВИЛОВ, ПИСАРЕВ, ТАЛАНОВ».
Арестованный в 1933 году руководитель к-р. организации в сельском хозяйстве Московской области, агроном КАЛЕЧИЦ на допросе от 11/II-1931 года показал:
«Московская областная организация объединялась и возглавлялась Всесоюзным политическим центром, в состав которого входили следующие лица: ВАВИЛОВ Н. И., ТУЛАЙКОВ Н. М., ЛИСКУН и др…»
Арестованный в том же в 1933 году проф. СИЗОВ, передавая информацию, дававшуюся ему руководителями к-р организации в ветеринарии БЕЛИЦЕРОМ и ЦИОНОМ о руководящей роли ВАВИЛОВА в организации, показал следующее:
"Во главе организации стоит, т. н. политический центр, структура которого сводится к объединению 6 автономных центров: агрономического, животноводческого, ветеринарного, промышленного, военного и диверсионно-политического. Во главе каждого центра стоит определённое лицо: председатель акад. ВАВИЛОВ, руководитель агрономического центра — акад. ТУЛАЙКОВ, животноводческого — проф. ЛИСКУН, ветеринарного — проф. ТАРТАКОВСКИЙ, диверсионно-повстанческого — зам. НКЗ СССР — МАРКЕВИЧ. В состав политцентра входил также замнаркома совхозов СССР — ВОЛЬФ. (Показания СИЗОВА от 14/I- и 8/III-33 г.)
Участие ВАВИЛОВА в руководстве к-р организации подтверждено показаниями также арестованных в 1933 году ПИСАРЕВА, КУЛЕШОВА, МАКСИМОВА, БЕЛИЦЕРА, ГАНДЕЛЬСМАНА, КУЗНЕЦОВА и АНДРЕЕВА.
Проводя свою враждебную работу, ВАВИЛОВ в последующем вступил в контакт с правыми контрреволюционерами.
Связь «ТКП» с правыми была достигнута в 1928 году непосредственно ВАВИЛОВЫМ, как представителем «ТКП» и БУХАРИНЫМ12, представителем центра правых.
Это обстоятельство вскрывает в своих показаниях от 13/VI-1937 г. арестованный участник право-троцкистской организации в Наркомземе СССР ТУЛАЙКОВ Н. М.:
«Соглашение не носило характер письменного документа. Оно было достигнуто на совещании, где в результате обмена мнениями, было констатировано полное единодушие по всем основным вопросам, было принято решение об объединении усилий обеих организаций в проведении антисоветской подрывной работы, преимущественно, по линии сельского хозяйства. Это совещание состоялось в Наркомземе, который тогда возглавлялся одним из лидеров подпольной организации правых — А. П. СМИРНОВЫМ. Последний осенью 1928 г. созвал у себя совещание, на котором от правых участвовали он и ТЕОДОРОВИЧ, а со стороны „Трудовой Крестьянской партии“ КОНДРАТЬЕВ, ЧАЯНОВ, МАКАРОВ и академик ВАВИЛОВ».
"Из числа вопросов, обсуждавшихся на совещании СМИРНОВА, заслуживает также внимания предложение БУХАРИНА об использовании заграничных связей КОНДРАТЬЕВА, ЧАЯНОВА, МАКАРОВА, ВАВИЛОВА и других в целях мобилизации «международного общественного мнения» против линии ВКП(б) на коллективизацию сельского хозяйства СССР.
Связь ВАВИЛОВА с БУХАРИНЫМ, как представителем к-р центра правых продолжалась вплоть до момента разгрома правых, о чём говорит в своих показаниях от 31/VIII-1937 года осуждённый ТУЛАЙКОВ Н. М.: «Моя и ВАВИЛОВА встреча с БУХАРИНЫМ относится ко второй половине 1936 г… Центр пришёл к единодушному заключению, — заявил нам БУХАРИН, — что вовлекать интеллигенцию в нашу организацию было бы большой ошибкой. Для интеллигенции должна быть создана своя особая, специфическая организация, которая могла бы объединить интеллигенцию всех групп, всех слоёв и всех политических оттенков»… «Что такой широкой всеобъемлющей организацией интеллигенции может и должна являться неосменовеховство».
Будучи глубоко враждебным к советскому строю, ВАВИЛОВ после разгрома «ТКП», продолжал вести активную борьбу против Советской власти, сплачивая вокруг себя уцелевшие от разгрома остатки «ТКП», а/с настроенную часть интеллигенции, работающую в области с/х, ВАВИЛОВ осуществлял непосредственную связь с заграничными к-р. кругами.
После ареста основных деятелей «ТКП», ВАВИЛОВ принимал все меры к тому, чтобы добиться их реабилитации. Принимал от осуждённых и их жён заявления, ходатайствовал о их освобождении, заявляя о невиновности арестованных. Представив ЯКОВЛЕВУ, арестованному впоследствии как враг народа, список на освобождение 44 чел.
О руководящей роли ВАВИЛОВА и его связи с заграницей говорит арестованный ТУЛАЙКОВ Н. М., который, будучи допрошен 31/VIII-1937 года, показал:
«После провала „Трудовой крестьянской партии“ в 1930 г. и ареста её руководителей, основные зарубежные связи „ТКП“ перешли к организации правых. Последняя осуществляла их, главным образом, через академика ВАВИЛОВА, который в 1930 году вошёл в состав организации правых и являлся основным связывающим звеном между ею и уцелевшими остатками „Трудовой крестьянской партии“.

Академик ВАВИЛОВ являлся для центра правых, особенно удачной, я сказал бы, даже незаменимой, кандидатурой в смысле установления зарубежных связей, так как он часто подолгу бывал за границей, имел огромные связи с научными работниками всех крупнейших европейских стран. Свою контрреволюционную антисоветскую деятельность по осуществлению связей с зарубежными эмигрантскими кругами ВАВИЛОВ производил под непосредственным руководством центра правых, в частности лично БУХАРИНА».
Об этом же дал показания арестованный МУРАЛОВ18 на допросе 7/VIII-1937 года:
«В селекции — вредительской деятельностью руководил ВАВИЛОВ, МЕЙСТЕР, КОНСТАНТИНОВ. Особо следует отметить антисоветскую деятельность академика ВАВИЛОВА.
ВАВИЛОВ, продолжая демонстративно оставаться в составе фашистско-германского генетического общества, возглавлял собой борьбу с новейшими воззрениями в области генетики и селекции. При этом ВАВИЛОВ предпринял ряд шагов к тому, чтобы организовать против новейших воззрений и достижений советской науки, не только учёных в СССР, но и за границей».
По имеющимся данным ВАВИЛОВ имеет широкие связи с иностранными и белоэмигрантскими кругами, используя для этого научную переписку ВИР’а, посещение института иностранными учёными и делегациями, а также частые свои выезды в командировки за границу.
ВАВИЛОВ Н. И. является членом немецкого генетического общества, стоящего целиком и полностью на платформе фашистской расовой теории в вопросах генетики.
До последнего времени ВАВИЛОВ Н. И. был связан с германским и бывшим польским консульствами в Ленинграде. При посещении ин-та работниками польского консульства, закрываясь у себя в кабинете вёл с ними разговоры без посторонних.
Приезжавших по рекомендации консульств иностранцев ВАВИЛОВ знакомит абсолютно со всеми работниками института, в том числе и с работами, результаты и итоги которых не подлежат передаче за границу, как работа по ракоустойчивости и фитофтороустойчивости картофеля, выведения льна, дающего волокно высокономеров, имеющего значение для оборонных работ и т. д.
В 1931 г. ВАВИЛОВ по приглашению Датского Королевского общества сельских хозяев выезжал в Данию для прочтения ряда лекций. Это предложение было инспирировано быв. с/х атташе Датского посольства в Москве А. А. КОФФОДОМ.
КОФФОД в прошлом крупный чиновник царского департамента земледелия, был скомпрометирован по делу «ТКП» рядом показаний как резидент белоэмигрантских организаций, связанных с «ТКП», в силу чего во время арестов по делу «ТКП» выехал из СССР.
Перед отъездом ВАВИЛОВА в Данию, КОФФОД звонил в посольство из Гельсингфорса, после чего консул выезжал в Ленинград, где ВАВИЛОВ лично с ним согласовал визу на въезд в Данию.
Среди иностранных связей ВАВИЛОВА имеется целый ряд лиц, изобличённых материалами б. ОГПУ в руководстве и финансировании к-р. движения в СССР. Таков проф.
МЕТАЛЬНИКОВ С. И. в Париже, член Торгпрома, вдохновитель к-р. организации ветеринаров и организаторов бактериологической войны с СССР, финансируемый американскими капиталистическими кругами; ШЛИППЕ — бывш. видный московский земец, белоэмигрант, член совета берлинского отделения Торгпрома; проф. АУХАГЕН — руководитель «Германского общества сельских хозяев», быв. сельскохозяйств. атташе германского посольства в Москве, широко поддерживавший ликвидированную ОГПУ к-р. организацию в с/х СССР и по представлении советского правительства отозванный из СССР, семеноводческие фирмы «Вильморен» в Париже и «Работке и Гизике» — в Германии, ведущие активную борьбу против советского семеноводства.
Установлено, что ВАВИЛОВ имел связь с группой ДЕМОНЗИ, бывшего французского министра просвещения, близкого к Французскому генштабу. Связанный с контрреволюционными группами в СССР Французский разведчик МАЗАН, близкий к ДЕМОНЗИ после возвращения из своей поездки в СССР осенью 1932 года, поднял через Всесоюзное Общество культурной связи с заграницей вопрос о приглашении ВАВИЛОВА во Францию для прочтения ряда лекций.
Также установлено, что в феврале 1933 года ВАВИЛОВ, находясь в Париже на обеде в квартире проф. ЛАНЖЕВАНА, встречался с ДЕМОНЗИ и МАЗАН, ведущими разведывательную работу для Французского генштаба и стоящими во главе руководства и финансирования к-р движения в СССР в подготовке вооружённого восстания на Украине.
Показаниями арестованного б. ОГПУ в 1932 г. научного сотрудника ВИР’а АВДУЛОВА П. П. ВАВИЛОВ изобличается в шпионаже. АВДУЛОВ показал:
«ВАВИЛОВ пригласил меня к себе на дом и предложил пересылать для него письма за границу. Самому ему осуществлять это дело было неудобно, так как он слишком на виду, и он решил избрать меня посредником для своей вредительской и шпионской деятельности, мне обещана была оплата моих услуг в размере от 10 до 20 долларов с письма. Оплату должно было производить учреждение, которому адресовать письма, то есть польское министерство земледелия (получатель — мать АВДУЛОВА, проживавшая в Польше).
Предложение ВАВИЛОВА было мною принято, несмотря на то, что я сразу понял какую именно цель ВАВИЛОВ преследует. Пересылка конвертов состоялась в следующие сроки… (указываются даты — 7 передач).
Две из этих посылок были произведены мною через ЯНУШЕВСКОГО — сотрудника Польского консульства в Москве, прочие 5 пересылок я осуществлял через ОНОШКО (известный польский разведчик)». (показания АВДУЛОВА от 4/IV-32 года).
Являясь одним из руководителей к-р организации, ВАВИЛОВ непосредственно направлял и руководил вредительством в области семеноводства и выведения новых, улучшенных сортов с/х культур.
Установлено, что вредительская работа в системе Всесоюзного института Растениеводства, направленная к подрыву и запутыванию семенного и селекционного дела в СССР, проводилась непосредственно и по прямым указаниям ВАВИЛОВА Н. И.
Пользуясь своим положением, ВАВИЛОВ Н. И., всю работу института в течение ряда лет вёл не по линии вопросов, имеющих практическое значение для сельского хозяйства СССР, а по линии отвлечённого академизма. Решая вопросы и профиль отделов института, ВАВИЛОВ давал заведомо вредительские установки заниматься отвлечёнными, научно-теоретическими вопросами, заниматься изучением культур, не могущих быть применяемыми даже в ближайшее время в хозяйстве СССР; одновременно исключая и тормозя разработку перспективных культур.
В книге, изданной ВАВИЛОВЫМ — «Растениеводство СССР» указывались заведомо ложные данные о посевных площадях СССР, в результате чего они являлись бесполезными и для хозяйственников и для научных работников.
ВАВИЛОВЫМ усиленно продвигались работы вредителей, как и работа по виноградарству осуждённого врага народа ДОМОНСКОГО, «Пшеницы СССР» — ФЛЯКСБЕРГЕРА, содержащие вредительские установки.
Свою вредительскую подрывную работу ВАВИЛОВ проводил, опираясь на специально подобранные и расстановленные на руководящих участках ВИР’а кадры, создав из них контрреволюционную организацию, частично вскрытую и ликвидированную органами ОГПУ в 1933 году.
Установлено, что в целях опровержения новых теорий в области яровизации и генетики, выдвинутых советскими учёными ЛЫСЕНКО и МИЧУРИНЫМ, ряд отделов ВИР’а по заданию ВАВИЛОВА проводили специальную работу по дискредитации выдвинутых теорий ЛЫСЕНКО и МИЧУРИНЫМ.
Вредительская деятельность ВАВИЛОВА подтверждается показаниями ряда арестованных участников «ТКП», а также показаниями участников антисоветской организации правых в сельском хозяйстве.
Осуждённый вредитель КУЛЕШОВ, бывш. специалист Всесоюзного института растениеводства в своих показаниях от 19 марта 1933 года говорит:
«… В состав организации входил ВАВИЛОВ Н. И. Мы признавали одним из наиболее действительных методов нашей борьбы с советской властью вредительство, что по нашим расчётам должно было нанести существенный ущерб в работе научно-исследовательских и практических учреждений сельского хозяйства, снизить урожайность в стране, создать кризис в производстве сельскохозяйственных продуктов, голод, и этим вызвать народное возмущение и общественное движение с целью её свержения».
Аналогичные показания дали и МАКСИМОВ Н.А" ПИСАРЕВ В. Е., ТАЛАНОВ В. — осуждённые по делу «ТКП».
Участник вредительской организации правых АЛЕКСАНДРОВ А. Б.26 — заместитель ВАВИЛОВА по ВИР’у на допросе 13 — 14 июля 1937 года показал:
"… МУРАЛОВ мне дал прямую директиву в Ленинграде связаться с ВАВИЛОВЫМ Н. И., как с участником антисоветской организации, контактирующим свою деятельность с организацией правых. МУРАЛОВ сказал мне, что ВАВИЛОВУ и его группе удалось расстроить дело семеноводства и селекции и этим нанести удар по сельскому хозяйству. Сказал, что в задачу входит углубить это состояние ВИР’а.
В мае 1935 года я приехал в Ленинград. В Ленинграде я сразу же связался с ВАВИЛОВЫМ. В первую же беседу я ВАВИЛОВУ сказал, что послан к нему МУРАЛОВЫМ. На это мне ВАВИЛОВ заявил, что он об этом уже знает от МУРАЛОВА и отметил, что это мероприятие с направлением меня к нему в заместители проведено очень хорошо и позволит нам продолжительное время «одурачивать ЦК».
С ВАВИЛОВЫМ мы договорились о совместных действиях, и он назвал мне некоторых участников антисоветской организации, через которых он осуществляет вредительскую деятельность в ВИР’е.
Как меня информировал ВАВИЛОВ, перед участниками нашей организации в ВИР’е стояла задача задержать и сократить темпы селекционной работы с тем, чтобы страна не могла получить нужные ей новые сорта.
МУРАЛОВ и ВАВИЛОВ рекомендовали мне вести себя чрезвычайно конспиративно и дали указания связаться с небольшим кругом участников организации в ВИР’е. ВАВИЛОВ мне указал на ЛАПИНА и КОВАЛЕВА.
Арестованный как участник право-троцкистской организации — бывш. член с/х академии им. ЛЕНИНА — МЕЙСТЕР Г. К. на допросе 19/Х-1937 года показал:
«При встречах с бывшими участниками „ТКП“ ВАВИЛОВЫМ, ТАЛАНОВЫМ, ШЕКУРДИНОВЫМ, ДАВИДОМ и САМАРИНЫМ я неоднократно с ними вёл беседы антисоветского характера, зная что они продолжают оставаться на антисоветских позициях. Все они как и я, оказались потом участниками право-троцкистской организации, причём ВАВИЛОВ и ТУЛАЙКОВ, как я узнал впоследствии, вступили в эту организацию значительно раньше меня, сразу же после разгрома Трудовой Крестьянской Партии. ВАВИЛОВ мне говорил, что основная вредительская деятельность им ведётся по линии госсортсети, у руководства которой он поставил своего человека АРТЕМОВА».
Арестованный Артёмов подтвердил показания МЕЙСТЕРА, и, будучи допрошен 8/УШ-1937 года, показал:
«Вредительство происходило и по линии игнорирования местных сортов, в этом отношении я опирался на авторитет академика ВАВИЛОВА, распространявшего положение о том, что от местных сортов взято всё».
О вредительской деятельности ВАВИЛОВА говорят также в своих показаниях в сентябре — октябре мес. 1937 года арестованные участники право-троцкистской организации ЛАПИН А. К. и ПЕРЕВЕРЗЕВ Н. С.
Арестованный б. учёный секретарь ВАСХНИЛ’а МАРГОЛИН на допросе от 31/VШ-37 года показал:
«Я знал, что в системе НКЗ СССР действовало несколько к-р групп, и наиболее крупной а/с группой руководил ВАВИЛОВ, который на протяжении ряда лет со своими кадрами ведёт вредительскую работу в области селекции».
О вредительской деятельности ВАВИЛОВА дал показания ДАВИД Рудольф Эдуардович на допросе от 27/XI-37 г. ДАВИД показал:
«… Зная лично тактику подрывной деятельности Саратовской агрономической школы, я легко и быстро установил тот факт, что в Академии под руководством ВАВИЛОВА, МЕЙСТЕРА и МУРАЛОВА сорганизовалась группа академиков, стоящая на право-троцкистских позициях.
Крупное ядро видных членов академии во главе с ВАВИЛОВЫМ (перечисляет других) активно выступали против революционной теории ак. ЛЫСЕНКО о яровизации и внутрисортовом скрещивании, которая тогда уже сравнительно широко внедрялась в практику социалистического движения». И далее:
«… Наша право-троцкистская группа академиков во главе с ВАВИЛОВЫМ, МЕЙСТЕРОМ и др. выполняя задания право-троцкистского центра вредительски тормозила и срывала разрешение актуальнейших для сов. земледелия проблем, в частности, и в особенности проблему севооборотов и вопросы селекции и семеноводства».
После разгрома право-троцкистского подполья ВАВИЛОВ не прекращает своей к-р деятельности, группирует вокруг себя своих единомышленников для борьбы с советской властью.
Продвигая заведомо враждебные теории ВАВИЛОВ ведёт борьбу против теории и работ ЛЫСЕНКО, ЦИЦИНА33 и МИЧУРИНА, имеющих решающее значение для с/хозяйства СССР, заявляя, «мы были, есть и будем „анти“ — на костёр пойдём за наши взгляды и никому наших позиций не уступим. Нельзя уступать позицию. Нужно бороться до конца».
ПОСТАНОВИЛ:
ВАВИЛОВА Николая Ивановича, проживающего по адресу Земляной Вал дом № 21/23, кв. 54, подвергнуть аресту и обыску.
НАЧ. 3 ОТД. 3 ОТДЕЛА ГЭУ НКВД СССР

СТ. ЛЕЙТЕНАНТ ГОС. БЕЗОПАСНОСТИ

(РУЗИН)
НАЧ. 3 ОТДЕЛА ГЭУ НКВД СССР

КАПИТАН ГОС. БЕЗОПАСНОСТИ

(РЕШЕТНИКОВ)
«СОГЛАСЕН»

НАЧ. ГЛ. ЭКОНОМ. УПРАВЛ. НКВД СССР

КОМИССАР ГОС. БЕЗОПАСНОСТИ 3 РАНГА

(КОБУЛОВ)

По данным источников, в постановлении на арест было сказано, что, «продвигая заведомо враждебные теории, Вавилов ведёт борьбу против теорий и работ Лысенко, Цицина и Мичурина, имеющих решающее значение для сельского хозяйства СССР», но не было упомянуто о «Трудовой крестьянской партии», обвинение в руководстве которой Вавилову было предъявлено в дальнейшем в ходе следственных действий.
После ареста Вавилова на митинге выступил Е. С. Якушевский, поддержавший своего руководителя: «… надо быть бессовестными людьми, иванами, которые не помнят ни своего родства, ни своего отечества и не знают, кем для нас, для института был Н. И. Вавилов. Я просто удивляюсь, слыша эти слова от многих уважаемых сотрудников и некоторых, так называемых, товарищей». До конца своих дней активно и открыто протестовал против ареста Н. И. Вавилова академик Д. Н. Прянишников. После ареста Вавилова Прянишников представлял его к награждению Сталинской премией, выдвигал его кандидатуру на выборы в Верховный Совет СССР.
Согласно исследованиям историков, в первые дни после ареста Вавилов категорически отвергал все предъявленные ему обвинения.

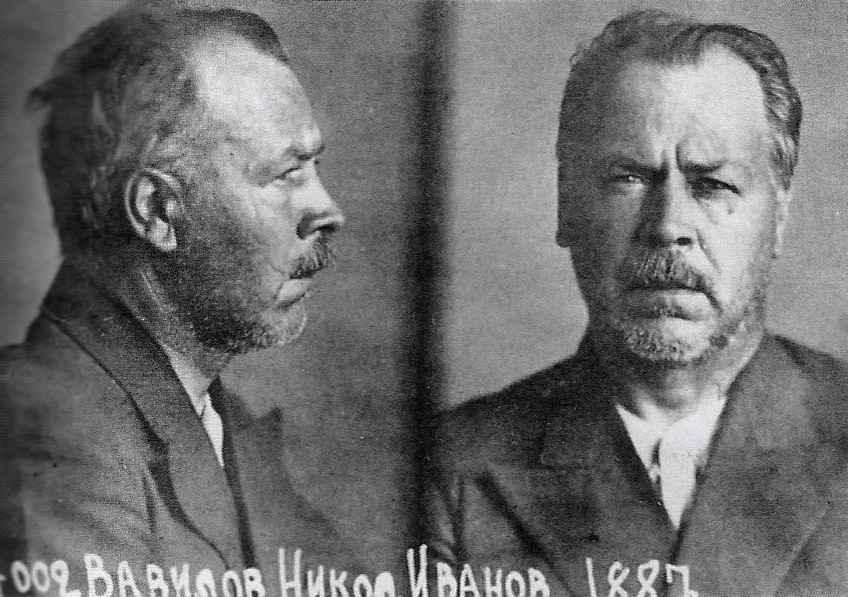
Тюремное фото Н. И. Вавилова

Следствие в отношении Вавилова продолжалось 11 месяцев. По утверждению самого Вавилова, за время следствия его вызывали на допрос около 400 раз, общее время допросов составило 1700 часов. Следствие вели сотрудники НКВД СССР А. Хват и С. Албогачиев. Как отмечает большинство биографов Вавилова, во время допросов он подвергался пыткам. В ходе допросов Вавилов дал показания о том, что занимался вредительством по заданию бывшего наркома земледелия СССР Я. А. Яковлева, арестованного и расстрелянного незадолго до этого. Вавилову также вменялось в вину то, что он являлся одним из руководителей никогда не существовавшей «Трудовой крестьянской партии». Поводом для этого обвинения послужило то, что Вавилов в своё время ходатайствовал за арестованных по «Делу Трудовой крестьянской партии», среди которых были известные агрономы и учёные. Как отмечают источники, по делу Вавилова было привлечено множество сфабрикованных документов, и всё дело было полностью сфабриковано.
Согласно протоколу одного из многочисленных допросов, Вавиловым был назван ряд советских научных деятелей, якобы являвшихся членами «Трудовой крестьянской партии» (ТКП). По данным ряда источников, эти показания Вавилов дал лишь после применения к нему пыток:

Вавилова доводили до состояния невменяемости, когда от бессонных ночей, от постоянных унижений и угроз любой человек терял не то что самоконтроль, а был согласен признаться в чём угодно, лишь бы выйти живым из кабинета следователя.— 
В документах отмечается: «Как видно из материалов дела, Хват во время следствия по этому делу грубо нарушал советскую законность и применял недозволенные методы следствия: систематически и длительное время допрашивал Вавилова ночью, лишал сна, физически изнурял арестованного».
С сентября 1940 по март 1941 года допросы не производились, Вавилов содержался во Внутренней тюрьме НКВД СССР. За это время Вавилов подготовил рукопись книги по истории земледелия, впоследствии уничтоженную по решению органов НКВД СССР. Доктор исторических наук, научный сотрудник Центра по изучению отечественной культуры Института российской истории РАН В. Д. Есаков называет это решение «преступным», «одним из самых чудовищных актов в истории науки». Весной 1941 года после ареста ряда генетиков и растениеводов допросы Вавилова возобновились. Вавилов был переведён в перенаселённую общую камеру.
В конце июня 1941 года следствие затребовало характеристику на Вавилова как учёного. Характеристику должна была написать экспертная комиссия специалистов, утверждённая Лысенко. По мнению биографов Вавилова, данная комиссия не могла дать объективную характеристику Вавилова, поскольку в список были включены только оппоненты арестованного учёного, являвшиеся сторонниками и/или сотрудниками Лысенко: В. С. Чуенков — заместитель наркома земледелия, В. П. Мосолов — вице-президент ВАСХНИЛ, И. В. Якушкин — академик ВАСХНИЛ и агент НКВД, А. П. Водков — заместитель начальника Главсортуправления Наркомзема, и А. К. Зубарев — учёный секретарь секции растениеводства ВАСХНИЛ. На основе этой информации многие источники делают вывод о прямой причастности Лысенко к делу Вавилова и его судьбе. В частности, Валерий Сойфер пишет следующее: «История расправы над школой Вавилова не оставляет сомнения в причастности Лысенко к этому позорному событию в жизни СССР. Его роль в гибели Вавилова, Карпеченко и других генетиков и цитологов очевидна…».

### Суд
9 июля 1941 года состоялось заседание Военной коллегии Верховного суда СССР, на котором рассматривалось дело в отношении Вавилова. По данным источников, это заседание продолжалось всего несколько минут. На суде присутствовали лишь обвиняемый и трое военных судей; свидетели и защита отсутствовали.
9 июля 1941 года Военная коллегия Верховного Суда СССР приговорила Вавилова к расстрелу по статьям 58-1а, 58-7, 58-9, 58-11 УК РСФСР. По приговору Вавилов был признан виновным в том, что он в 1925 году якобы являлся одним из руководителей никогда не существовавшей «антисоветской организации», именовавшейся «Трудовая крестьянская партия», а с 1930 года якобы являлся активным участником также никогда не существовавшей «антисоветской организации правых», действовавшей в системе наркомзема СССР; Вавилов, используя служебное положение Президента сельскохозяйственной Академии, директора института Растениеводства, директора института Генетики и, наконец, вице-президента сельскохозяйственной академии наук им. Ленина и члена Академии наук СССР, в интересах «антисоветской организации» якобы «проводил широкую вредительскую деятельность, направленную на подрыв и ликвидацию колхозного строя и на развал и упадок социалистического земледелия в СССР»; кроме того, Вавилов, «преследуя антисоветские цели», якобы «поддерживал связи с заграничными белоэмигрантами, передавал им сведения, являющиеся государственной тайной Советского Союза».
Согласно протоколу судебного заседания, Вавилов на суде виновным себя признал частично. Однако уже после осуждения Вавилов подал заявление на имя Л. Берии, в котором отказывался от ранее данных им показаний и заявил, что он «никогда не занимался контрреволюционной деятельностью».

### Тюремное заключение и гибель
9 июля 1941 года Вавилов обратился с ходатайством в Президиум Верховного Совета СССР о помиловании. 26 июля 1941 это ходатайство было отклонено.
15 октября 1941 года в связи с эвакуацией, проводившейся в связи с подходом немецких войск к Москве, Вавилов был этапирован в тюрьму № 1 Саратова, где находился с 29 октября 1941 года по 26 января 1943 года. В саратовской тюрьме Вавилов содержался сначала в карцере-одиночке, а затем его перевели в камеру, где сидели академик И. К. Луппол и инженер-лесотехник И. Ф. Филатов. Всего в камере смертников (подвале) он провёл около года, за это время её обитателей ни разу не вывели на прогулку. Николай Вавилов дважды находился на лечении в тюремной больнице. Тяжёлые условия содержания в тюрьме (отсутствие прогулок, запрет на пользование тюремным ларьком, получение передач, мыла и т. п.) подорвали его здоровье.
25 апреля 1942 года Вавилов направил заявление на имя Л. Берии с просьбой о смягчении участи, предоставлении работы по специальности и разрешении общения с семьёй.
13 июня 1942 года заместитель главы НКВД СССР В. Меркулов направил заявление на имя председателя Военной коллегии Верховного суда СССР В. Ульриха, в котором ходатайствовал о замене Вавилову высшей меры наказания заключением в исправительно-трудовые лагеря НКВД сроком на 20 лет, ввиду возможности использования Вавилова на работах, имеющих «серьёзное оборонное значение».
23 июня 1942 года Президиум Верховного Совета СССР постановил заменить Вавилову высшую меру наказания 20 годами лишения свободы в исправительно-трудовых лагерях. Предполагается, что определённое влияние на Берию могла оказать позиция академика Д. Н. Прянишникова, ходатайствовавшего о смягчении приговора и добившегося личной встречи с Берией (жена Берии была аспиранткой на кафедре Прянишникова). Однако, как отмечает доктор исторических наук В. Д. Есаков, заявление Вавилова на имя Берии «совпало (или было предопределено) с решением Лондонского Королевского Общества от 23 апреля 1942 г. об избрании Вавилова своим иностранным членом. О нём вспомнили в связи с высокой оценкой его вклада в науку со стороны высшего научного учреждения Англии — союзницы СССР по антигитлеровской коалиции… Но никто не рискнул бы, даже Берия, осуществить» перевод Вавилова в особый лагерь «и допустить к работам в области растениеводства столь известного человека без санкции официального главного растениевода страны, каковым был Лысенко, поддерживавшийся Сталиным».
Однако, несмотря на отмену смертного приговора, «мало что изменилось в положении Вавилова. Ни одна из его просьб, по существу, не выполнена… Он остался в саратовской тюрьме. Состояние его здоровья резко ухудшалось…». Доведению решения о смягчении участи Вавилова до руководства саратовской тюрьмы могло препятствовать ухудшение связи с Саратовом в условиях начавшегося 23 июля 1942 года наступления немецких войск на Сталинград.
Во время пребывания в саратовской тюрьме Вавилов заболел воспалением лёгких и переболел дизентерией, которой он заразился во время эпидемии в 1942 году. В последний год своей жизни Н. И. Вавилов страдал дистрофией. Итогом всех болезней стал упадок сердечной деятельности, из-за которого наступила смерть.

Мною, врачом Степановой Н. Л., фельдшерицей Скрипиной М. Е., осмотрен труп заключённого Вавилова Николая Ивановича рожд. 1887 г., осуждённого по ст. 58 на 20 лет, умершего в больнице тюрьмы № 1 г. Саратова 26 января 1943 года в 7 часов _ минут. Телосложение правильное, упитанность резко понижена, кожные покровы бледные, костно-мышечная система без изменений. По данным истории болезни, заключённый Вавилов Николай Иванович находился в больнице тюрьмы на излечении с 24 января 1943 года по поводу крупозного воспаления лёгких. Смерть наступила вследствие упадка сердечной деятельности.
— Акт о смерти заключённого, Дежурный врач Степанова, дежурная медсестра Скрипина, Государственный архив РФ.
На премьере документального фильма «Звезда Вавилова» в декабре 1985 года в Политехническом музее профессор В. П. Эфроимсон сказал: «…Я не обвиняю авторов фильма в том, что они не смогли сказать правду о гибели Вавилова. Они скромно сказали — „погиб в Саратовской тюрьме“… Он не погиб. Он — сдох! Сдох как собака. Сдох он от пеллагры — это такая болезнь, которая вызывается абсолютным, запредельным истощением. Именно от этой болезни издыхают бездомные собаки… Наверное, многие из вас видели таких собак зимой на канализационных люках… Так вот: великий ученый, гений мирового ранга, гордость отечественной науки, академик Николай Иванович Вавилов сдох как собака в саратовской тюрьме… И надо, чтобы все, кто собрался здесь, знали и помнили это…»
Похоронен на Воскресенском кладбище Саратова.

### Реабилитация
В 1943 году Сергея Ивановича Вавилова уведомили о смерти брата, но до 1945 года ни он, ни близкие не имели подробных сведений о последних днях Николая Ивановича.
20 августа 1955 года Военная коллегия Верховного суда СССР отменила судебный приговор от 9 июля 1941 и прекратила дело в отношении Н. Вавилова за отсутствием состава преступления. Тем самым с Вавилова были сняты абсолютно все обвинения.
После реабилитации Президиум Академии наук СССР восстановил его в списках академиков (при этом ранее Общее собрание АН СССР этого звания его не лишало).
Незаконность действий следователя Хвата, в том числе применение физических истязаний при допросах, зафиксирована документально.
Журналист и писатель Питер Прингл, автор книги «Убийство Николая Вавилова. История сталинских преследований одного из величайших учёных XX века», отмечает:

Отчёт 1955 г. главного военного прокурора майора юстиции Колесникова гласил: «…материалы дела против Вавилова были фальсифицированы». Отчёт характеризовал следователя А. Хвата как известного «фальсификатора следственного материала».— Peter Pringle (2009). The Murder of Nikolai Vavilov: The Story of Stalin’s Persecution of One of the Twentieth Century’s Greatest Scientists, p. 300
В Определении № 4 н-011514/55 Военной коллегии Верховного суда СССР от 20 августа 1955 года говорится: «В качестве доказательства вины Вавилова, к его делу приобщены показания арестованных — Муралова, Марголина, Авдулова, Кулешова, Писарева, Паншина, Бондаренко, Карпеченко, Фляксбергера, Ушарова, Городецкого, Золотарёва и др., данные ими на предварительном следствии (в суд же эти лица по делу Вавилова не вызывались). Проведённой дополнительной проверкой установлено, что первые девять человек из перечисленных лиц впоследствии от своих показаний отказались, как от вымышленных. Показания же остальных лиц неконкретны, противоречивы и крайне сомнительны. Так, например, Сизов и Гандельсман показали, что со слов Белицера, Циона и Тартаковского им известно о принадлежности Вавилова к контрреволюционной организации. Однако в процессе проверки эти показания Сизова и Гандельсмана не нашли своего подтверждения в материалах дела на Белицера, Циона и Тартаковского. Аналогичные показания и других лиц. В процессе проверки установлено, что предварительное следствие по делу Вавилова проведено с грубым нарушением норм УПК, необъективно и тенденциозно, что видно хотя бы из следующего: а) В деле Вавилова имеется ряд копий протоколов допросов, подлинники которых не обнаружены (протоколы допросов Чаянова, Трифонова, Сидорова, Иордановой и Зихерман). В деле Вавилова имеется копия выписки из протокола допроса Муралова от 7 августа 1940 г., тогда как Муралов был расстрелян по приговору суда ещё в 1937 г. Этот факт свидетельствует о фальсификации следственных материалов… Другой член экспертной комиссии Зубарев показал, что комиссия проверкой деятельности Вавилова не занималась, и лишь подписала заключение, неизвестно кем написанное».
В том же Определении отмечается: «Допрошенные в процессе проверки Писарев, Константинов, Васильев, Эмме и другие, а также академик Лысенко, охарактеризовали Вавилова положительно, как выдающегося учёного, и высоко отзывались о его деятельности».
Источники так характеризуют данные действия Лысенко:

Теперь, без своего покровителя Сталина, Лысенко действовал так, как будто никогда не произнёс ни одного плохого слова против Вавилова.— Peter Pringle (2009). The Murder of Nikolai Vavilov: The Story of Stalin’s Persecution of One of the Twentieth Century’s Greatest Scientists, p. 300
Биограф Вавилова Марк Поповский пишет:

В середине XX века обстоятельства изменились, хотя и не очень сильно: те, кто способствовал физической гибели Вавилова, принялись затем за его духовное умерщвление, они сделали всё, чтобы современники забыли даже, как выглядит портрет учёного.

Научная и общественная реабилитация имени Вавилова продолжилась только в 1960-х годах. 8 июля 1966 года по инициативе Поповского и Майсуряна последовало Постановление Президиума АН СССР № 476, в котором было предложено создать комиссию по изучению наследия академика Вавилова. Его имя вернулось в учебники, были переизданы его труды. Во втором издании БСЭ (1951—1958) статьи о Николае Вавилове не было. Она появилась только в дополнительном томе, вышедшем в 1958 году, в ней, как и в статье о Николае Вавилове в третьем издании БСЭ (1969—1978), информация о причинах его смерти отсутствовала. Лысенко в 1962 году, предвидя, что скоро будет издана подлинная биография Вавилова, инспирировал появление фальшивой биографии, полной небылиц и ошибок, замолчавшей биологическую дискуссию с лысенковцами и факт ареста. Год спустя его окружение добилось, чтобы книга воспоминаний о Вавилове, составленная его сыном, была выпущена мизерным для тех лет тиражом в 7000 экземпляров, который отослали куда-то в Восточную Сибирь, подальше от Москвы и Ленинграда. Подробное издание «Николай Вавилов» (автор Семён Резник), вышедшее в 1968 году тиражом в 100 000 экземпляров в популярной серии «Жизнь замечательных людей», так описывает последние годы жизни учёного: «Это была последняя поездка академика Н. И. Вавилова. Через два с половиной года его не стало…» После выхода книги тираж был арестован и типографских рабочих заставили удалить нежелательные для властей страницы, разоблачающие лысенковцев. Марк Поповский назвал действия властей по отношению к Вавилову с 1967 года «канонизацией с отсечением биографии».
Детали уголовного дела Вавилова стали доступны общественности только в середине 1960-х, хотя дать им широкую огласку в СМИ и печатных изданиях биографам не удалось.
Материалы о последних годах жизни и обстоятельствах гибели Вавилова стали появляться только с началом перестройки в СССР.
Первым серьёзным исследованием стала вышедшая в 1980 году книга историков С. Р. Микулинского и В. Д. Есакова, соавтором которой стал генетик Д. К. Беляев. Это издание охватывало период 1911—1928 годов и вышло в серии «Научное наследство», основанной академиком Вавиловым и возобновлённой книгой о нём.
Позже, к 100-летию учёного вышел ряд книг и статей, которые раскрывали деятельность Н. И. Вавилова с разных сторон. В том числе вышла новая работа С. Р. Микулинского и В. Д. Есакова, соавтором которой стала биолог Е. С. Левина. В этой книге публиковались документы 1929—1940 годов.
Совпадение начала перестройки и столетия Н. И. Вавилова, по мнению исследователей, привело к тому, что он стал первым примером столкновения талантливого признанного учёного с системой, стойкости в этом столкновении и последующей трагической судьбы.
Интерес к личности Н. И. Вавилова не стал одномоментным, и периодически выходят книги, посвящённые учёному. Одним из последних изданий стал новый труд В. Д. Есакова, вышедший в 2008 году.

## Признание иностранных научных организаций
В иностранных государствах Н. И. Вавилов был избран:
- почётным членом:
  - Лондонского королевского общества садоводов (1931, Великобритания)[196]
  - Испанского Королевского общества естественной истории[исп.] (1929)[197][198]
  - Ботанического общества Америки (1942)[196]
  - Национальной Академии наук[англ.] в Аллахабаде (1942, Индия)[196]
  - Лондонского Линнеевского общества (1942, Великобритания)[196]
  - Британской ассоциации биологов (1929[6])[11]
  - Мексиканского агрономического общества[исп.][11]
- иностранным членом:
  - Лондонского королевского общества (1942, Великобритания)[196][199][200]
- почётным доктором:
  - Софийского государственного университета имени К. Охридского (1939, Болгария)[196][201]
  - Высшей школы земледелия в Брно (1939, Чехословакия)[196]
  - Чехословацкой академии наук (1936)[202]
- членом-корреспондентом:
  - Академии сельскохозяйственных наук Чехословакии (чеш. Československé akademie zemědělské, 1923[196] или 1929[6] или 1931[202]
  - Германской академии естествоиспытателей «Леопольдина» (1925)
- членом:
  - Королевского Эдинбургского Общества (1942, Великобритания)[196]
  - Аргентинской академии наук[203]
  - Национального географического общества США (1942)[196]
  - Американского географического общества в Нью-Йорке (1942, США)[196]
  - Королевского географического общества (1942, Великобритания)[196]
  - Международного совета экспертов при Римском международном аграрном институте[11]

## Память о Вавилове

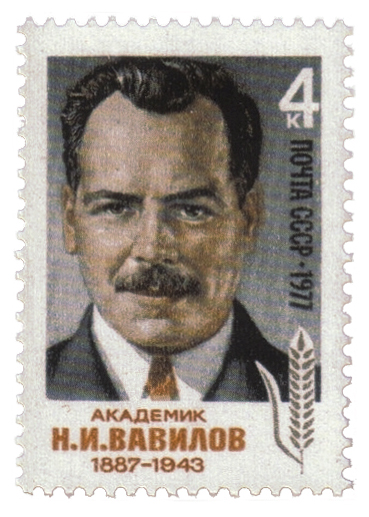
Почтовая марка СССР, 1977 год

### Награды
- Российской академией наук была учреждена премия имени Н. И. Вавилова;
- ВАСХНИЛ учредил Золотую медаль имени Н. И. Вавилова;
- Академия наук СССР учредила премию (1965) и золотую медаль (1968) имени Н. И. Вавилова;
- РАЕН учредила Медаль Н. И. Вавилова «За вклад в развитие биологии и сельского хозяйства».
- Постановлением Правительства Санкт-Петербурга от 21 ноября 2005 года № 1788 «О премиях Правительства Санкт-Петербурга за выдающиеся научные результаты в области науки и техники» учреждённая премия в номинации биологические науки носит имя Н. И. Вавилова[204][205].
- В 2024 году Санкт-Петербургское отделение РАН учредило премию в память о Вавилове[206].

### Научные и образовательные организации
- В 1965 году, в период возрождения генетических исследований, было создано Всесоюзное общество генетиков и селекционеров им. Н. И. Вавилова. Под таким названием общество действовало до 1992 года, когда его преемником стало Вавиловское общество генетиков и селекционеров.
- В 1967 году[207] имя Николая Ивановича Вавилова было присвоено Всесоюзному научно-исследовательскому институту растениеводства (ныне Всероссийский институт генетических ресурсов[208]), которым он руководил с 1921 по 1940 год.
- В 1981 году имя Н. И. Вавилова было присвоено сельскохозяйственному институту в Саратове (ныне Саратовский государственный аграрный университет имени Н. И. Вавилова)[209]. В нём проводится ежегодная международная Вавиловская олимпиада, посвящённая учёному[210].
- В 1983 году имя Николая Вавилова было присвоено Институту общей генетики АН СССР (ныне Институт общей генетики имени Н. И. Вавилова РАН).
- В 2001 году имя Н. И. Вавилова было присвоено средней школе № 66, расположенной в посёлке Юбилейный Волжского района Саратова.
- 25 августа 2022 года Совет муниципального образования Краснодарского края по инициативе Краснодарского регионального отделения Русского географического общества принял решение о присвоении имени Н. И. Вавилова эколого-биологическому центру г. Хадыженска.

### Топонимы
Посёлок Вавилово (бывшая Опытная сельскохозяйственная станция, основанная Вавиловым) находится в Дербентском районе Дагестана.

Улица Вавилова Н.И.

Имя Вавилова носит посёлок под Севастополем, на месте бывшего крымского филиала ВИР.
В честь Николая Вавилова названы улицы в Новосибирске, Омске, Томске, Красноярске, Ростове-на-Дону, Иркутске, Саратове, Тамбове и Краснодаре (Улица имени Н.И. Вавилова), Одессе; в честь братьев Вавиловых (Николая и Сергея) названы улицы в Санкт-Петербурге и Киеве; проспект Николая Вавилова имеется в Полтаве (Украина). В Черновцах (Украина) именем Николая Вавилова названа улица, на которой располагалась гостиница, в которой учёный останавливался во время своей последней командировки и где был арестован. В Братиславе с 1990 года существует улица Вавилова.

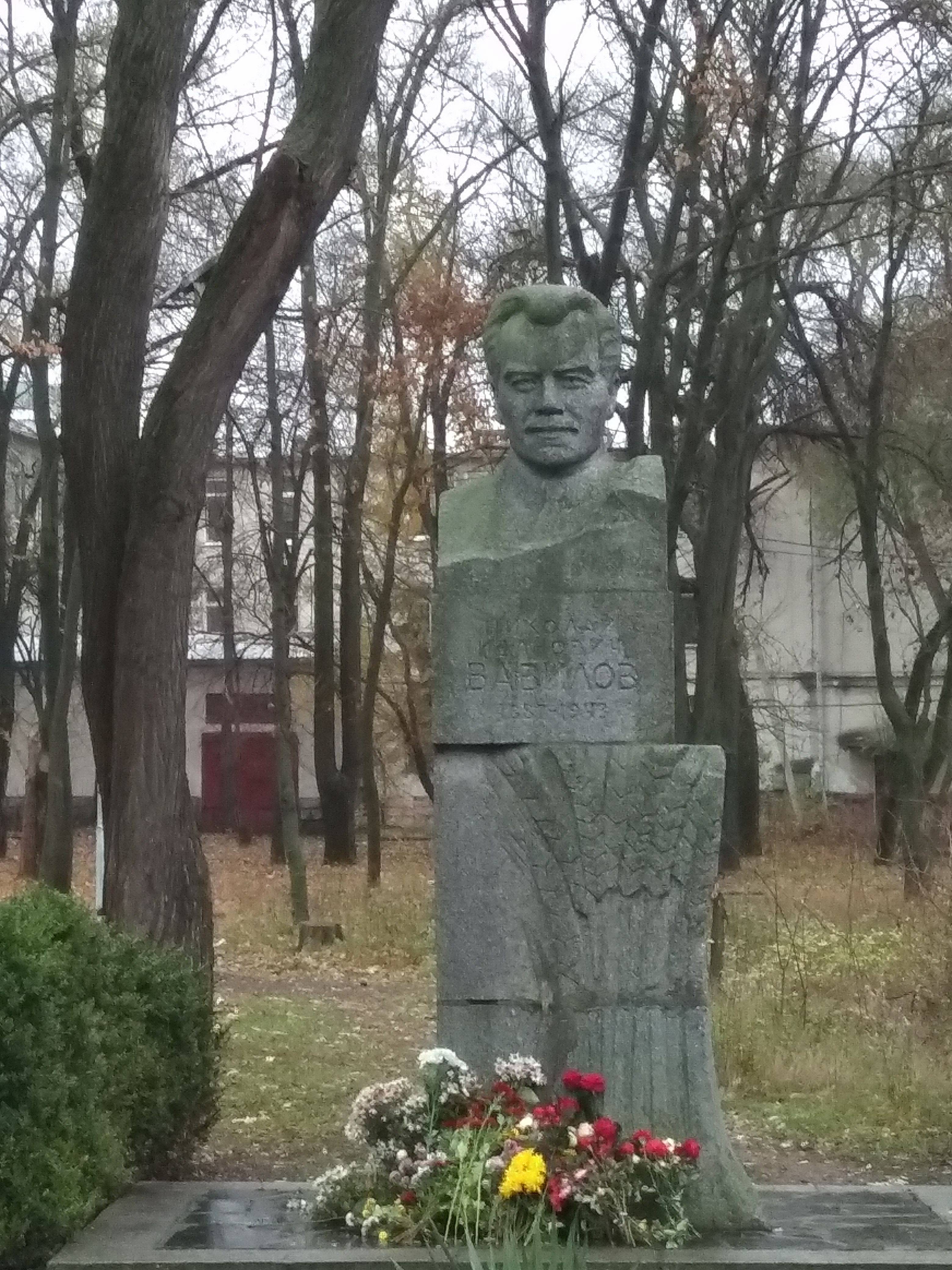
Памятник Н. И. Вавилову. Тирасполь, ПМР, (МССР1967 г.)

В честь Н. И. Вавилова названа гора в Антарктиде (гора Николая Вавилова, Земля Королевы Мод, 72°02′ ю. ш., 13°11′ в. д., гора открыта и нанесена на карту в 1961 году, название присвоено в 1966 году).
В честь Н. И. Вавилова назван ледник Вавилова (Карское море, Северная Земля, остров Октябрьской Революции, название леднику присвоено в 1953 г.).

### Памятники
Памятник Николаю Ивановичу Вавилову установлен в 1967 году в Молдавском научно-исследовательском институте орошаемого земледелия и овощеводства г. Тирасполь, в настоящее время — Приднестровский научно-исследовательский институт сельского хозяйства
Бюст Николая Вавилова установлен в Всероссийском институте растениеводства.
Бюст Николая Вавилова установлен в вестибюле ИОГена.
25 ноября 1997 года в центре города Саратова в начале улицы Вавилова был открыт памятник учёному. Недалеко от входа на Воскресенское кладбище Саратова, где Вавилов и похоронен, 25 сентября 1970 года был открыт первый в мире памятник учёному.
В 2002 году открыт памятник на территории Полтавской государственной аграрной академии.
4 декабря 2015 года в Москве, на Лиственничной аллее, на территории Тимирязевской академии был открыт памятник Николаю Вавилову.

### Астрономические объекты
- Николай Степанович Черных назвал именем братьев Вавиловых открытый им в 1977 году астероид из главного пояса — (2862) Вавилов (Vavilov)}[216].
- Имя Вавилова носит кратер на обратной стороне Луны.

### Мемориальные доски памяти Вавилова

Мемориальная доска в Петербурге на здании Института растениеводства

На административном корпусе РГАУ-МСХА имени К. А. Тимирязева в память о Н. И. Вавилове установлена мемориальная доска.
В Новосибирске на улице, названной именем учёного, на жилом доме установлена мемориального доска.
На административном здании Полтавской сельскохозяйственной опытной станции, где в 1910 году работал Н. И. Вавилов, установлена мемориальная доска в его честь.

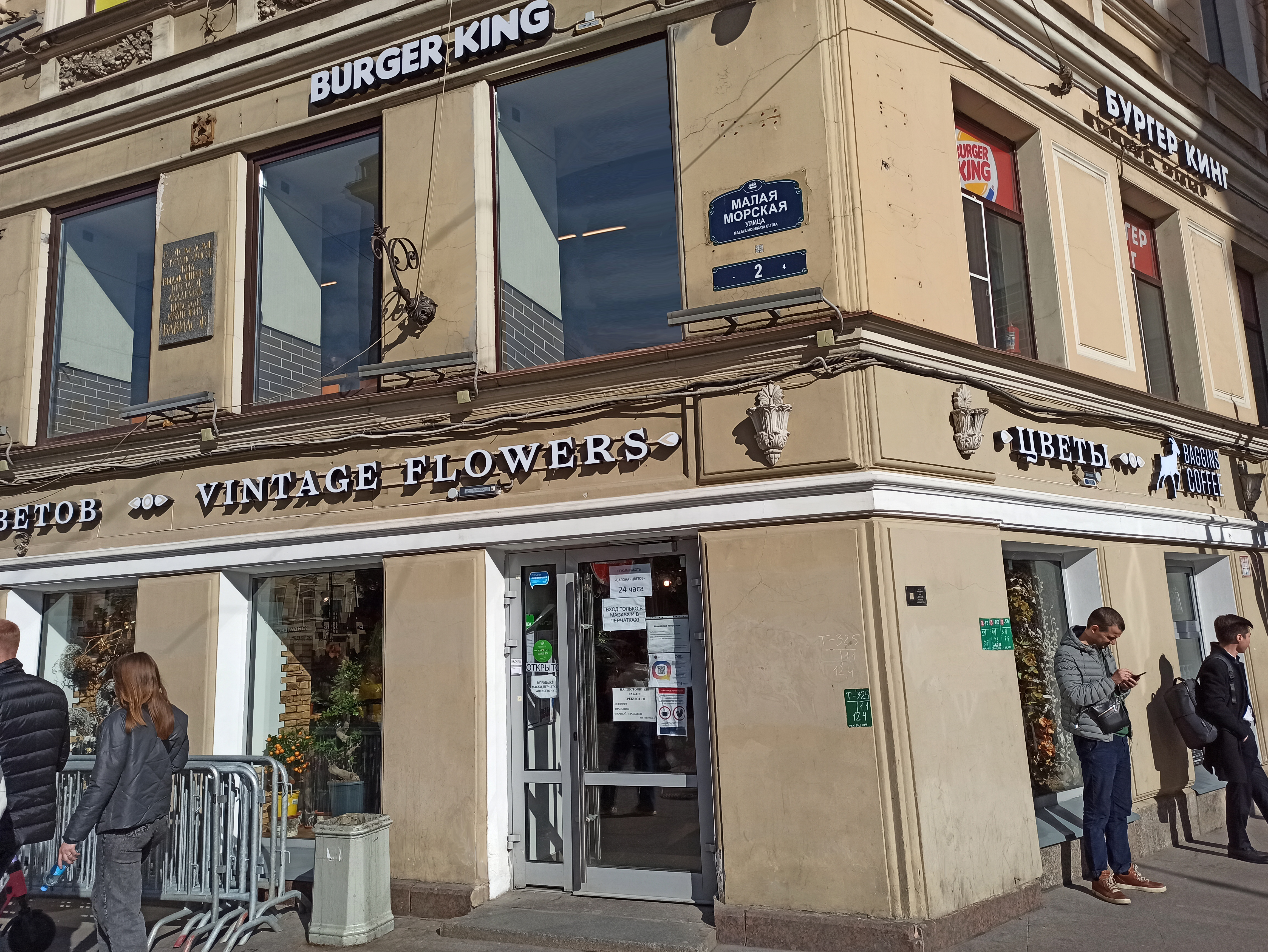
Слева — мемориальная доска учёного, справа (на углу) — его табличка «Последнего адреса». СПб, Малая Морская улица, 2

Мемориальная доска установлена на доме, где был прописан Н. И. Вавилов на момент ареста: город Ленинград, улица Гоголя (ныне Малая Морская улица), дом 2, квартира 13. 19 марта 2017 года на фасаде этого же дома был установлен памятный знак проекта «Последний адрес».
В Саратове мемориальные доски в честь академика установлены:
- На исторической части первого учебного комплекса СГАУ имени Н. И. Вавилова.
- Перед входом в одну из аудиторий третьего корпуса СГУ имени Н. Г. Чернышевского, где Вавилов 4 июня 1920 года выступил со своим докладом «Закон гомологических рядов в наследственной изменчивости».

### Прочее
- 1987 год — год столетия со дня рождения учёного — был объявлен ЮНЕСКО Годом Вавилова[219].
- В СССР в 1977 и 1987 годах вышли почтовые марки с изображением Н. И. Вавилова к 90-летию и 100-летию учёного соответственно.
- В 1990 году в СССР был выпущен биографический сериал «Николай Вавилов». В главной роли Костас Сморигинас.
- Лайнер Airbus A321 (VQ-BHM) авиакомпании «Аэрофлот — Российские авиалинии»: «Н. Вавилов».
- Страница памяти Н. Вавилова на сайте жертв репрессий материалы и фотографии из дела. Страница создана в рамках проекта Бессмертный барак.
- 2014 — Книга «Gene Banks and the World’s Food» (Plucknett D. L., Smith N. J. H., Princeton University Press, 264 pp., ISBN 978-0-691-61006-1) содержит эпиграф-посвящение Вавилову.
- Имя Николая Вавилова носило рефрижераторное судно Латвийского Морского Пароходства.

| |  |  |  |  |  |
| Слева направо: бюст во Всероссийском институте растениеводства, мемориальная доска на административном корпусе РГАУ-МСХА имени К. А. Тимирязева, памятник в Саратове, памятник на Воскресенском кладбище в Саратове, мемориальная доска на доме № 2 по Малой Морской улице в Санкт-Петербурге, памятник в Полтаве. |  |  |  |  |  |

## Растения, названные в честь Вавилова
В честь Н. И. Вавилова назван род растений Вавиловия (Vavilovia) Fed. семейства Бобовые, а также целый ряд видов растений:
- Aegilops vavilovii (Zhuk.) Chennav. — Эгилопс Вавилова
- Allium vavilovii Popov & Vved. — Лук Вавилова
- Amphipleura vavilovii Glushchenko & Kulikovskiy — Амфиплевра Вавилова[222]
- Amygdalus vavilovii Popov — Миндаль Вавилова
- Astragalus vavilovii Fed. & Tamamsch. — Астрагал Вавилова
- Avena vaviloviana (Malz.) Mordv. — Овёс Вавилова
- Centaurea vavilovii Takht. & Gabrieljan — Василёк Вавилова
- Cousinia vavilovii Kult. — Кузиния Вавилова
- Gastropyrum vavilovii (Zhuk.) Á.Löve — Гастропирум Вавилова
- Oryzopsis vavilovii Roshev. — Рисовидка Вавилова
- Oxytropis vavilovii Vassilcz. — Остролодочник Вавилова
- Phlomis vavilovii Popov — Зопник Вавилова
- Phlomoides vavilovii (Popov) Adylov, Kamelin & Makhm. — Фломоидес Вавилова
- Piptatherum vavilovii (Roshev.) Roshev. — Ломкоколосник Вавилова
- Prunus × vavilovii (Popov) A.E.Murray — Слива Вавилова
- Pyrus vavilovii Popov — Груша Вавилова
- Scorzonera vavilovii Kult. — Козелец Вавилова
- Secale vavilovii Grossh. — Рожь Вавилова
- Solanum vavilovii Juz. & Bukasov — Паслён Вавилова
- Thymus vavilovii Klokov — Тимьян Вавилова
- Trifolium vavilovii Eig — Клёвер Вавилова
- Triticum vavilovii (Tuman.) Jakubz. — Пшеница Вавилова.

## Награды
- 1925 год — Большая серебряная медаль имени Н. М. Пржевальского Русского географического общества;
- 1926 год — Премия имени В. И. Ленина — за труд «Центры происхождения культурных растений»;
- 1940 год — Большая золотая медаль ВСХВ — за работы в области селекции и семеноводства.

## Сочинения
- Вавилов Н. И. Закон гомологических рядов в наследственной изменчивости // Тр. Всерос. съезда по селекции и семеноводству в г. Саратове, июнь 4—13, 1920 г. — 1920. — Вып. 1. — С. 41—56.
- Вавилов Н. И. Новейшие успехи в области теории селекции // Новое в агрономии. Лекции на областных курсах для агрономов 15-30 XII 1922 г., устроенных Московской обл. с.-х. опытной станцией совместно с Всерос. Обществом агрономов и Московским земельным управлением. — М.: Кооп изд-во, 1923. — С. 1—16.
- Вавилов Н. И. Закон гомологических рядов в наследственной изменчивости // Теоретические основы селекции растений / под ред. Н. И. Вавилова. — М.; Л.: Сельхозгиз, 1935. — Т. 1 : Общая селекция растений. — С. 75—128.
- Вавилов Н. И. Пути советской селекции // Избранные труды : в 5 т. — М.; Л.: Наука, 1965. — Т. 5 : Проблемы происхождения, географии, генетики, селекции растений и агрономии.
- Вавилов Н. И. Избранные произведения: в 2-х т. — Л.: Наука, 1967. — («Классики науки»).
- Вавилов Н. И. Пять континентов. — Л.: Наука, 1987. — 213 с.
- Вавилов Н. И. Теоретические основы селекции. — М.: Наука, 1987. — 511 с. — 4500 экз.
- Николай Иванович Вавилов // Люди русской науки. — М., 1963. — С. 434—447.
- Николай Иванович Вавилов // Выдающиеся советские генетики. — М., 1980. — С. 8—23.
- Николай Иванович Вавилов: Очерки, воспоминания, материалы. — М.: Наука, 1987. — 493 с.
- Николай Иванович Вавилов // Вдохновение. — М., 1988. — С. 1941.
- Николай Иванович Вавилов и страницы истории советской генетики. / Авт.-сост. — чл.-корр. РАН, проф. И. А. Захаров. — М.: ИОГен РАН, 2000. — 128 с.

## Фильмы о Вавилове
- «Человек для человечества» (документальный фильм, Саратовская студия телевидения, 1973, СССР)
- «Дело № 1500» (документальный фильм, 1989, СССР)
- «Николай Вавилов» (художественный телефильм, 1990, СССР, ФРГ)
- «Академик Вавилов против академика Лысенко» (документально-публицистический фильм Николая Сванидзе, Россия)
- «300 шагов по окружности» (документальный фильм, режиссёр Ольга Яковлева, Нижне-Волжская студия кинохроники, Россия, 2006)
- «Космос: возможные миры. Вавилов» (документальный сериал, National Geographic, 1 сезон, 4-я серия США, 2020).
- «Николай Вавилов. Накормивший человечество» (документальный фильм, режиссёр Александр Коняшов, Россия, 2014)
- «Киносоната» (документальный фильм, режиссёр А. Фокеев, СССР, 1989)

### Комментарии
1. ↑  «…Николай Иванович Вавилов путешествовавший по Памиру в 1916 году так отзывался о Памирском отряде в Хороге: „Офицерский состав Хорогского пограничного поста на редкость предприимчив и энергичен. В Хорогском посту использована энергия Гунта для электрического освещения. В офицерском собрании есть пианино, которое с величайшим трудом, почти на руках доставили из Оша. Есть здесь и библиотека, и под самым Памиром можно пробыть несколько дней в европейской обстановке“»[29]
2. ↑  

Дореволюционный период исследований природы Памира связан с именами зоологов А. П Федченко и Н. А. Северцова, геологов И. В. Мушкетова и Д. Л. Иванова, ботаников О. А. Федченко, А. Э. Регеля, С. И. Коржинского, Н. И. Вавилова и др. Это были разрозненные экспедиции энтузиастов-одиночек, в советское же время они сменились планомерными исследованиями. Для изучения биологических ресурсов Памира и его освоения в 1934 году под руководством П. А. Баранова и И. А. Райковой были созданы первые научно-исследовательские станции.— Х. Ю. Юсуфбеков. Памирский биологический институт // Природа. — Наука, 1982. — № 12. — С. 48.
3. ↑  За пять месяцев группа Вавилова преодолела более пяти тысяч километров, большей частью на лошадях[55]